# 東日本大震災

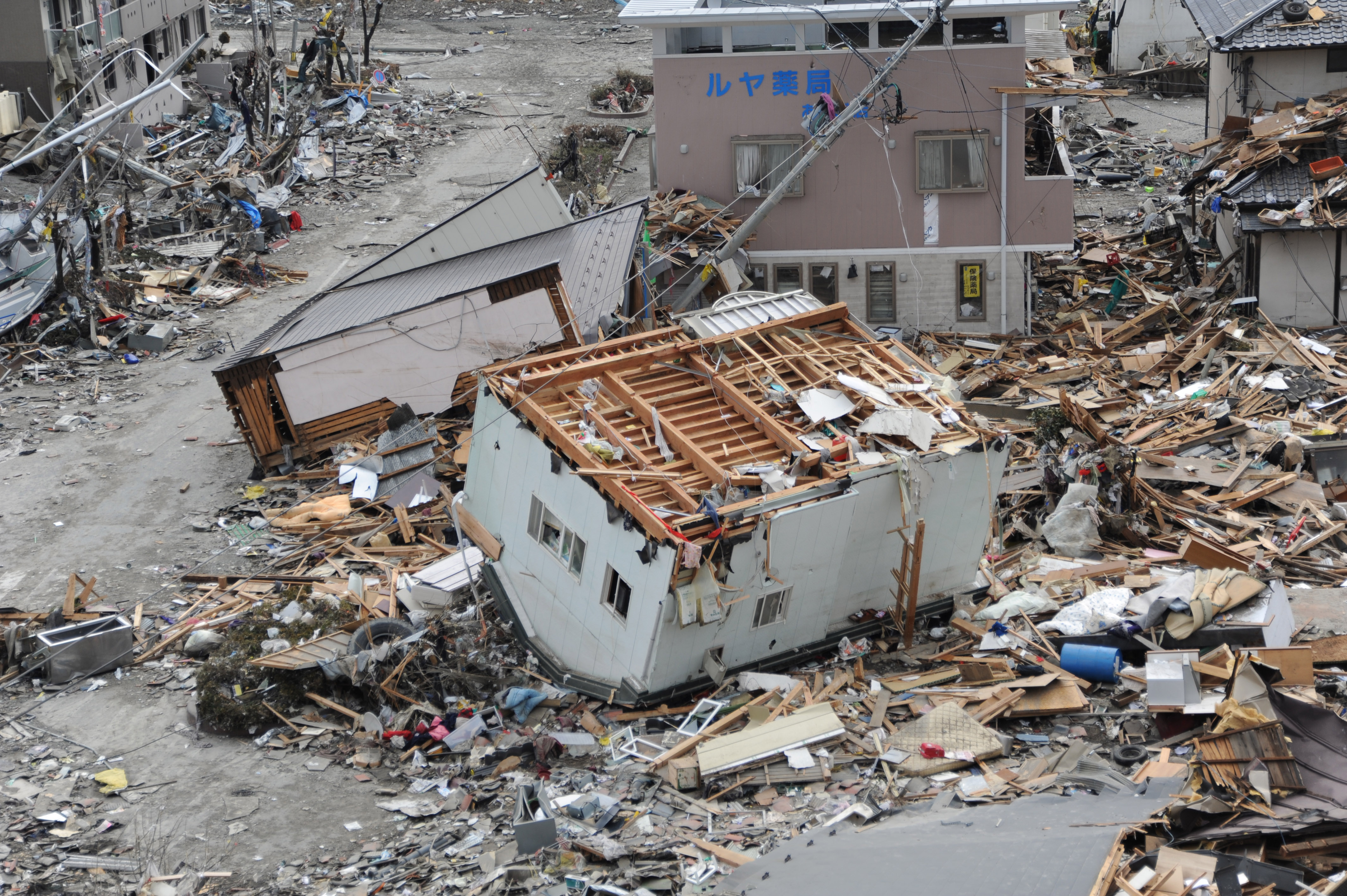
在岩手縣大船渡市被巨大海嘯破壞四散的房屋（2011年3月15日攝影）

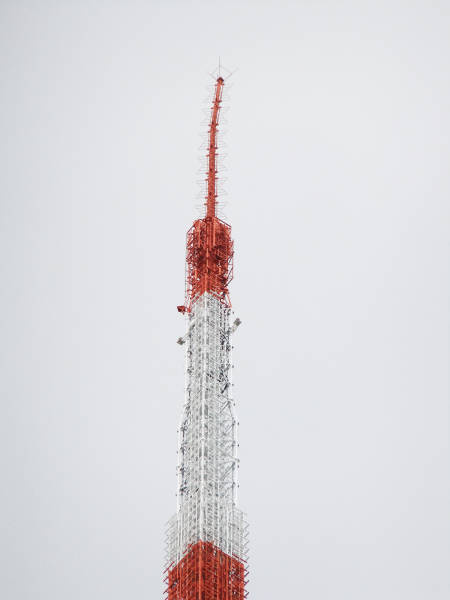
東京鐵塔頂也遭到了地震影響傾斜（2011年3月11日攝影）

東日本大震災是指日本於2011年3月11日週五發生之東北地方太平洋近海地震、包括伴隨而來的巨大海嘯以及餘震所引發的大規模災害。受災地區主要集中在東北、關東、北海道等東部地區，離震央最近的岩手县、宮城縣、福岛县的海岸線地區都遭到了巨大海嘯襲擊，其中有些距離海岸數公里的地區也被淹沒。許多沿海城市與設施都被摧毀，僅宮城縣的罹難以及失蹤人數就接近11,000人，經濟損失更是難以估量。由地震引发的巨大海嘯最终導致了福島第一核電站事故的發生。本次震災的规模远超日本自明治時代以来破壞力最强的關東大地震和明治三陸地震，为日本历史上已知强度最大之地震。

## 地震概況
2011年3月11日週五，當地時間下午2點46分18秒，日本宫城县牡鹿半島東南偏東130公里的西北太平洋海域處發生了矩震级9.0（氣象廳測定）（USGS測定之矩震級是9.1，日本氣象廳地震規模是8.4）的強烈地震，震源深度24（14.9英里），這也是有紀錄以來在日本所發生規模最大的地震。
這場地震屬於大型逆衝區地震，在宮城縣栗原市測得7級以上震度，在宮城縣以及福島縣等4縣總共有36個市町村也測得6級以上震度。這場地震還引發了巨大海嘯。

### 巨大海嘯情況

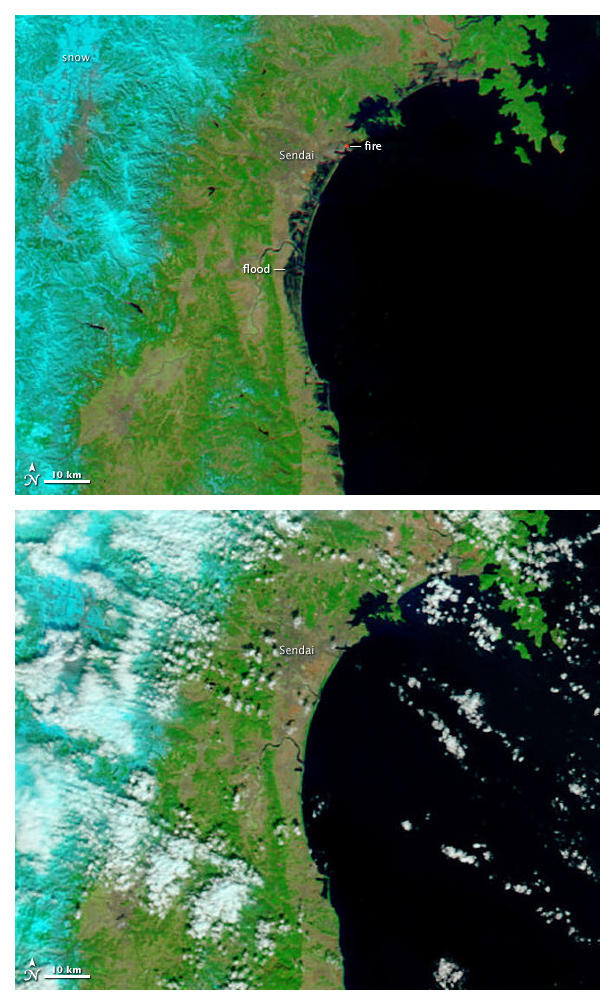
宮城縣仙台市周邊海岸線之變化：上 - 巨大海嘯襲擊之後，下 - 巨大海嘯襲擊之前

東北地區、關東地區和北海道地區都遭到巨大海嘯襲擊，多數地區的巨大海嘯高度超過了3公尺。不過東北地區的岩手縣、宮城縣和福島縣的多數地區還出現了高度超過10公尺的巨大海嘯，巨大海嘯溯上的高度則達到40.1公尺。
巨大海嘯還導致東北地區和沿海地區損失非常慘重。離震央最近的宮城縣仙台灣海岸，距離海岸4公里到6公里的內陸地區都被淹沒。海岸線破碎的宮城縣氣仙沼到岩手縣大船渡市沿線，因海灣狹窄推高巨大海嘯高度，導致數個城鎮多數的建築物被摧毀。尤其是宮城縣南三陸町，整個城鎮幾乎被完全摧毀。

## 傷亡数据
以下所有数据皆引述日本警察厅所公布的数据（2012年3月11日）：
| 都道府县 | 罹難   | 失蹤  | 受傷  | 总計   |
| -------- | ------ | ----- | ----- | ------ |
| 合計     | 15,889 | 2,609 | 6,152 | 24,650 |
| 北海道   | 1      | -     | 3     | 4      |
| 青森县   | 3      | 1     | 112   | 116    |
| 岩手县   | 4,673  | 1,132 | 213   | 6,018  |
| 宮城县   | 9,538  | 1,269 | 4,145 | 14,952 |
| 秋田县   | -      | -     | 11    | 11     |
| 山形县   | 2      | -     | 29    | 31     |
| 福島县   | 1,611  | 204   | 183   | 1,998  |
| 茨城县   | 24     | 1     | 712   | 737    |
| 栃木县   | 4      | -     | 133   | 137    |
| 群馬县   | 1      | -     | 42    | 43     |
| 埼玉县   | -      | -     | 45    | 45     |
| 千葉县   | 21     | 2     | 258   | 281    |
| 東京都   | 7      | -     | 117   | 124    |
| 神奈川县 | 4      | -     | 138   | 142    |
| 新潟县   | -      | -     | 3     | 3      |
| 山梨县   | -      | -     | 2     | 2      |
| 長野县   | -      | -     | 1     | 1      |
| 静岡县   | -      | -     | 3     | 3      |
| 三重县   | -      | -     | 1     | 1      |
| 高知县   | -      | -     | 1     | 1      |

### 罹難者

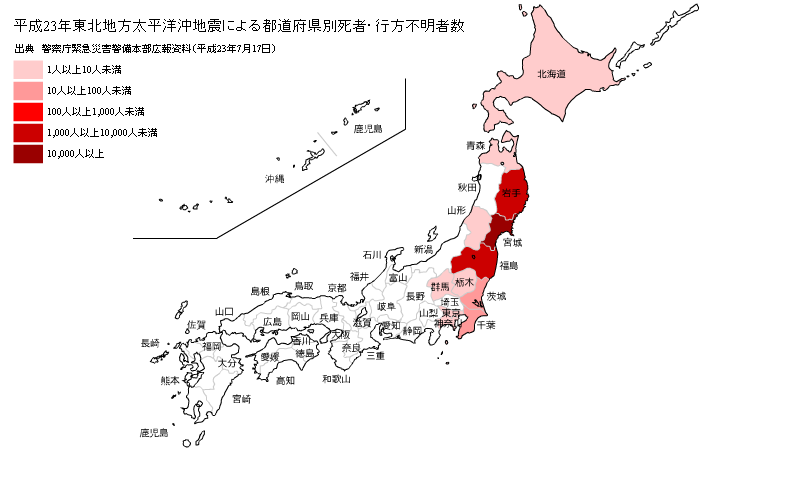
各都道府县罹難人數以及失蹤人数

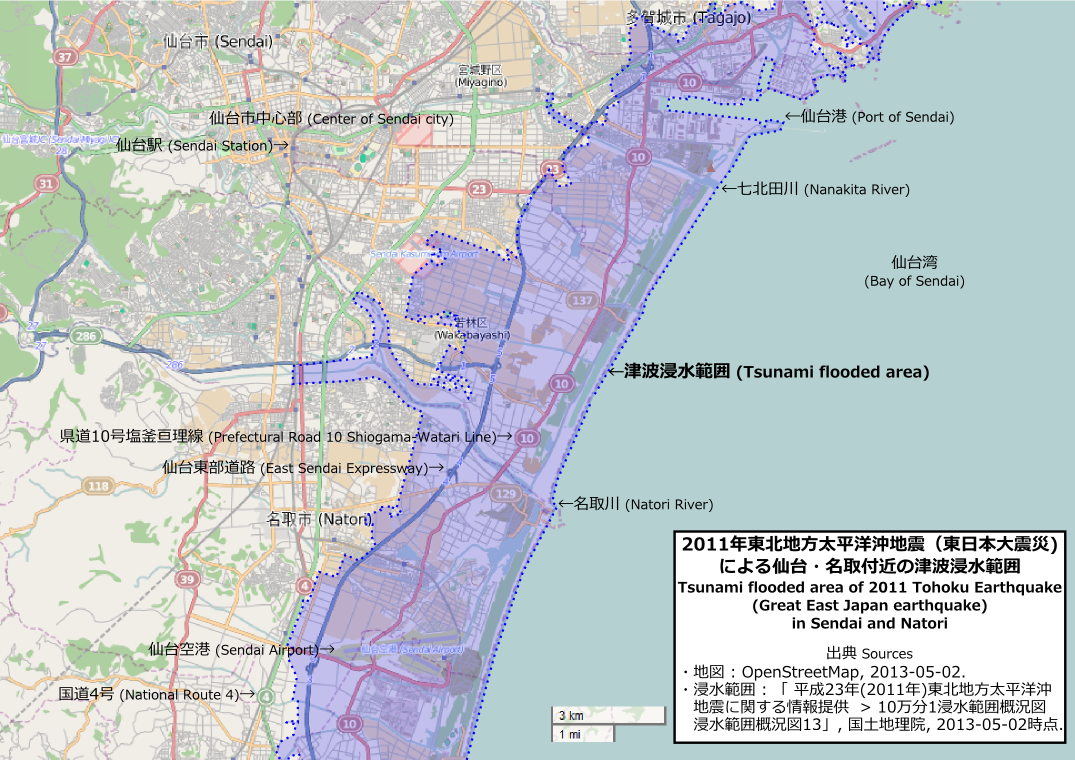
日本国土地理院调查縣示的宫城县名取市－仙台市間海岸遭受到巨大海啸影响的情况

| 年龄段     | 占比   | 罹難人数 |
| ---------- | ------ | -------- |
| 0歲到9歳   | 2.95%  | 496人    |
| 10歲到19岁 | 2.65%  | 419人    |
| 20歲到29岁 | 3.26%  | 515人    |
| 30歲到39岁 | 5.37%  | 847人    |
| 40歲到49岁 | 7.07%  | 1,116人  |
| 50歲到59岁 | 11.93% | 1,883人  |
| 60歲到69岁 | 18.66% | 2,945人  |
| 70歲到79岁 | 24.81% | 3,759人  |
| 80岁以上   | 21.42% | 3,381人  |
| 年龄不详   | 2.48%  | 392人    |

| 罹難者性别 | 占比   | 人数    |
| ---------- | ------ | ------- |
| 男性       | 46.62% | 7,360人 |
| 女性       | 52.98% | 8,363人 |
| 性別不詳   | 0.40%  | 63人    |

### 死因
溺死是在這場地震中罹難者的主要死因。大部分死者是被地震引發的巨大海啸捲入水中溺斃，或者是入水後水中的污泥、沙子或其他有害物质進入气管導致窒息致死。死於地震本身的人仅占极少一部分，總共90人。其中大部分是房屋构建掉落、山体滑坡或天花板坠落所导致，也有因恐惧而坠楼的罹难者。也有不少人被压死、被瓦砾掩埋致死或是被烧死，这些也大多是巨大海啸袭击所致。此外有不少老人是因为居住环境不卫生或寒冷而罹難。
| 死因                 | 占比   | 人数     |
| -------------------- | ------ | -------- |
| 被淹沒罹難           | 90.64% | 14,308人 |
| 被掩埋（或窒息致死） | 4.23%  | 667人    |
| 被烧死罹難           | 0.92%  | 145人    |
| 死因不详             | 4.22%  | 666人    |

### 後續統計
2019年，根據警察廳統計，震災相關的罹難以及行蹤不明人数為18,430人；其中宮城縣為10,761人，占總體約6成。
2019年9月30日，日本復興廳統計的「震災關聯死」的人數為3,739人。其中在臨時住處過避難生活的老人孤獨死事件不斷增加。

## 日本国内受灾状况
本次地震发生在宫城县以东的太平洋海域，日本国内无疑是受灾最严重的区域。日本的东侧太平洋沿岸地区都受到了严重的灾害。

### 岩手縣

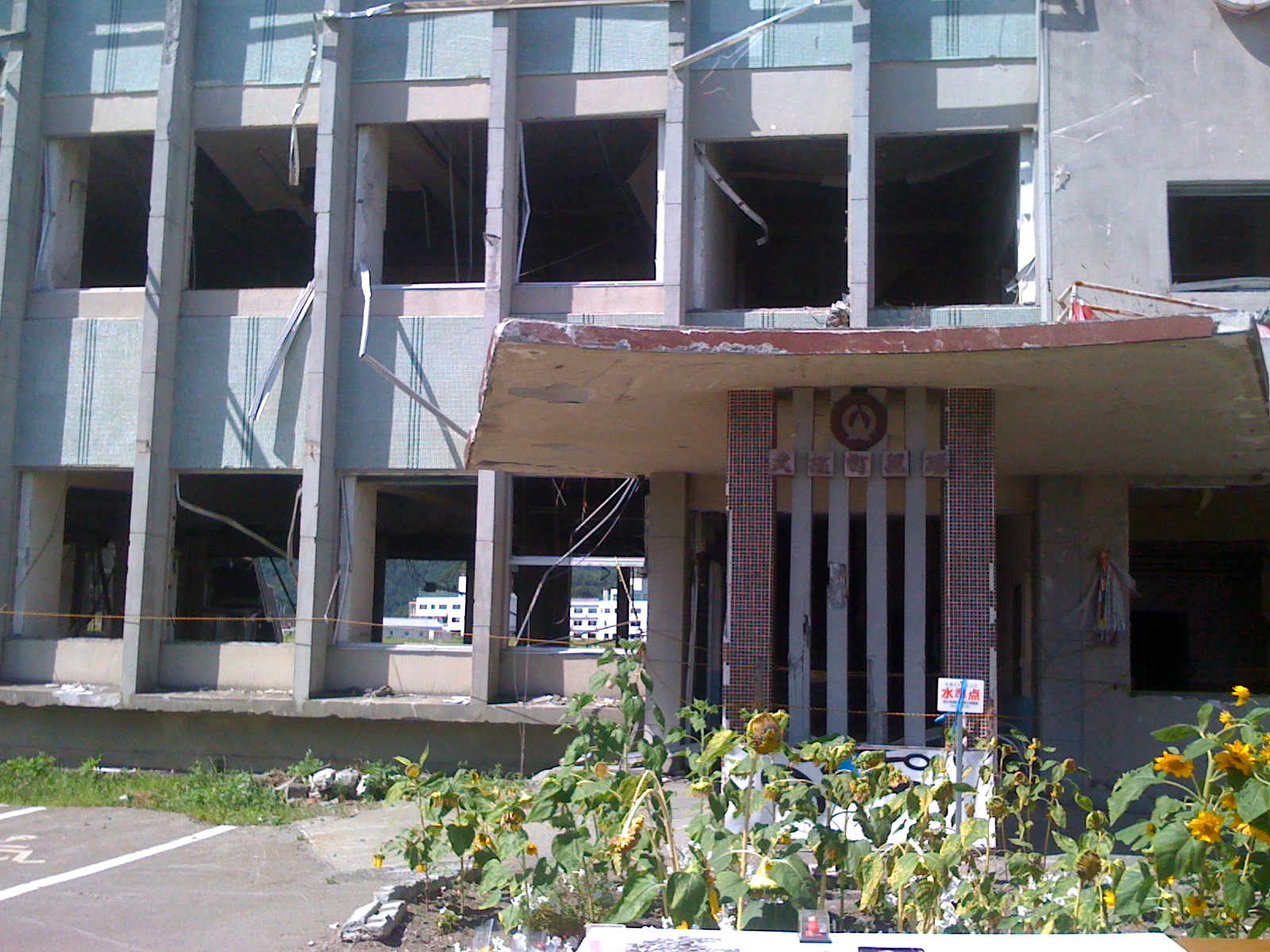
遭到了巨大海嘯嚴重破壞的大槌町役所（岩手縣下閉伊郡大槌町，在2011年4月4日攝影

岩手县的密集山區鄰近海岸，沿海平原異常狹窄，遭巨大海嘯水浸的面積為受災最嚴重的三個縣中（岩手、宮城、福島）最小的，約56平方公里。但是漁港集中在該區域，而巨大海嘯很容易蔓延到平原，因此被淹區域的人口密度是三個縣中最大的（大約1,900人/平方公里）。在岩手縣的特殊地形，不過該縣這幾百年來經常遭到巨大海嘯襲擊，巨大海嘯對當地造成的影響直到今天依然可見，因此該地區的民眾對於巨大海嘯的防範意識較高，而日本政府亦在該地區修建了不少防波堤。所以地震發生之後，多數的居民都迅速地跑到山上或者到避難所內。然而巨大海嘯的規模和時間都超過了預期，該地區仍出現不少傷亡。
在陆前高田市地區，因為巨大海嘯高度超過15公尺，不少人甚至死在政府指定的避難所內。在市民中心、公民健身房等建築物，海水淹到了天花板，在4層樓高的陸前高田市醫院中竟有27人溺斃。整個地區有超過1,500人罹難。
在大槌町，町役場職員的大約60人中共有30人罹難，其中包括69歲的時任町长加籐宏暉。巨大海嘯還在該町市區引發火災。
釜石市鵜住居地區有一半的人口罹難。新日铁釜石橄欖球队隊球員、釜石市橄欖球隊長63歲的佐野正文以及陸上競技世界紀錄保持者、104歲的下川原孝皆在巨大海嘯中罹難。
不過在釜石市，有600名小學生在地震之後迅速集合，點名確認之後全部人員快速跑到附近高地上的避難所，一批初中生跟隨在後。最後他們的學校1樓遭到了浪高10公尺的巨大海嘯吞噬，然而600多位小学生並沒有傷亡。
宮古市田老地區的一座10公尺高、呈X形的巨大防波堤被巨大海嘯摧毀，該地區總共有685人罹難。
在大船渡市，有417人罹難，其中“三陸園”特殊養老院的老人有400多人罹難。
此外，田野畑村和野田的部分村莊都嚴重受損。

### 宫城县

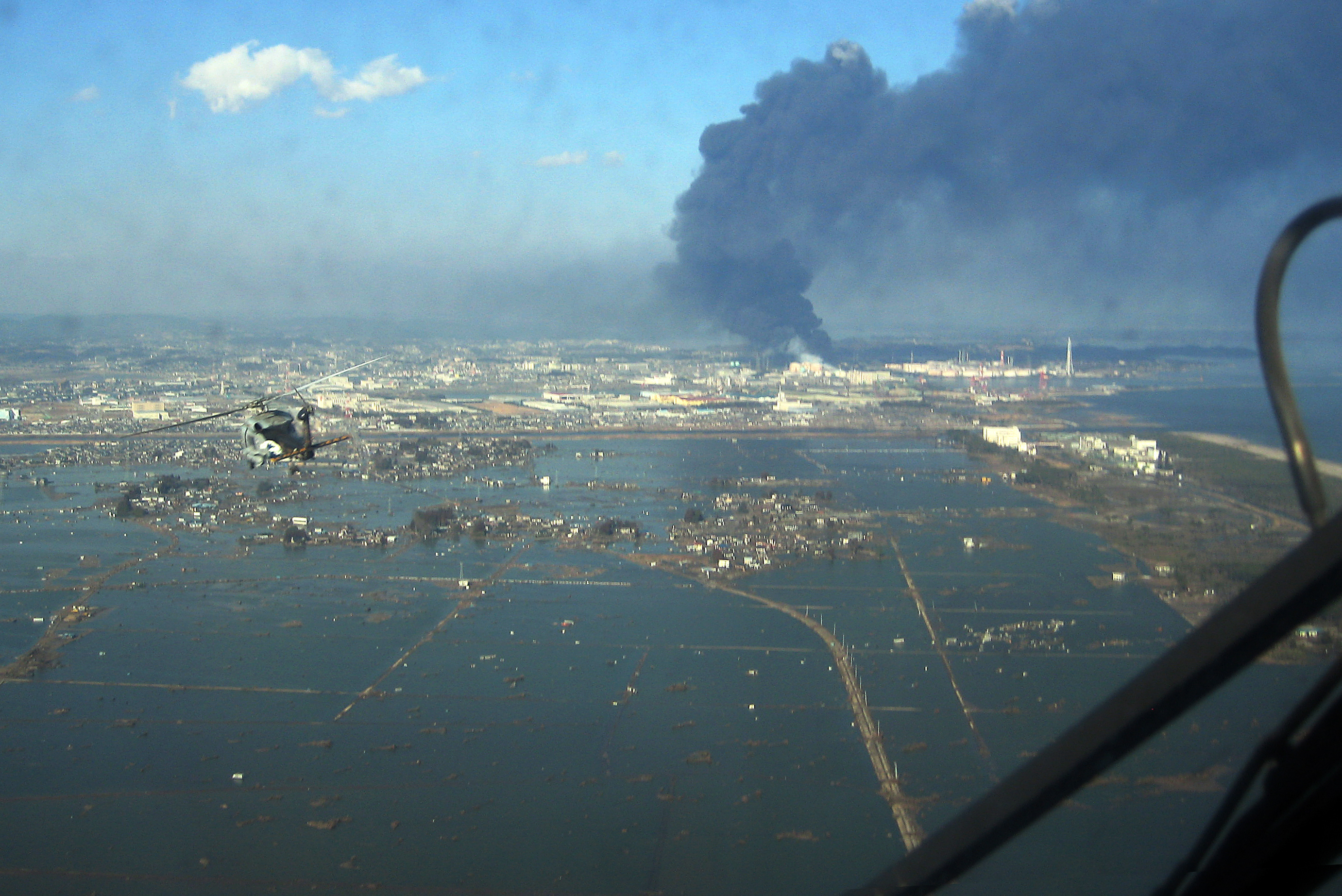
仙台市宮城野區上空对仙台港进行的航拍。（2011年3月12日摄影）

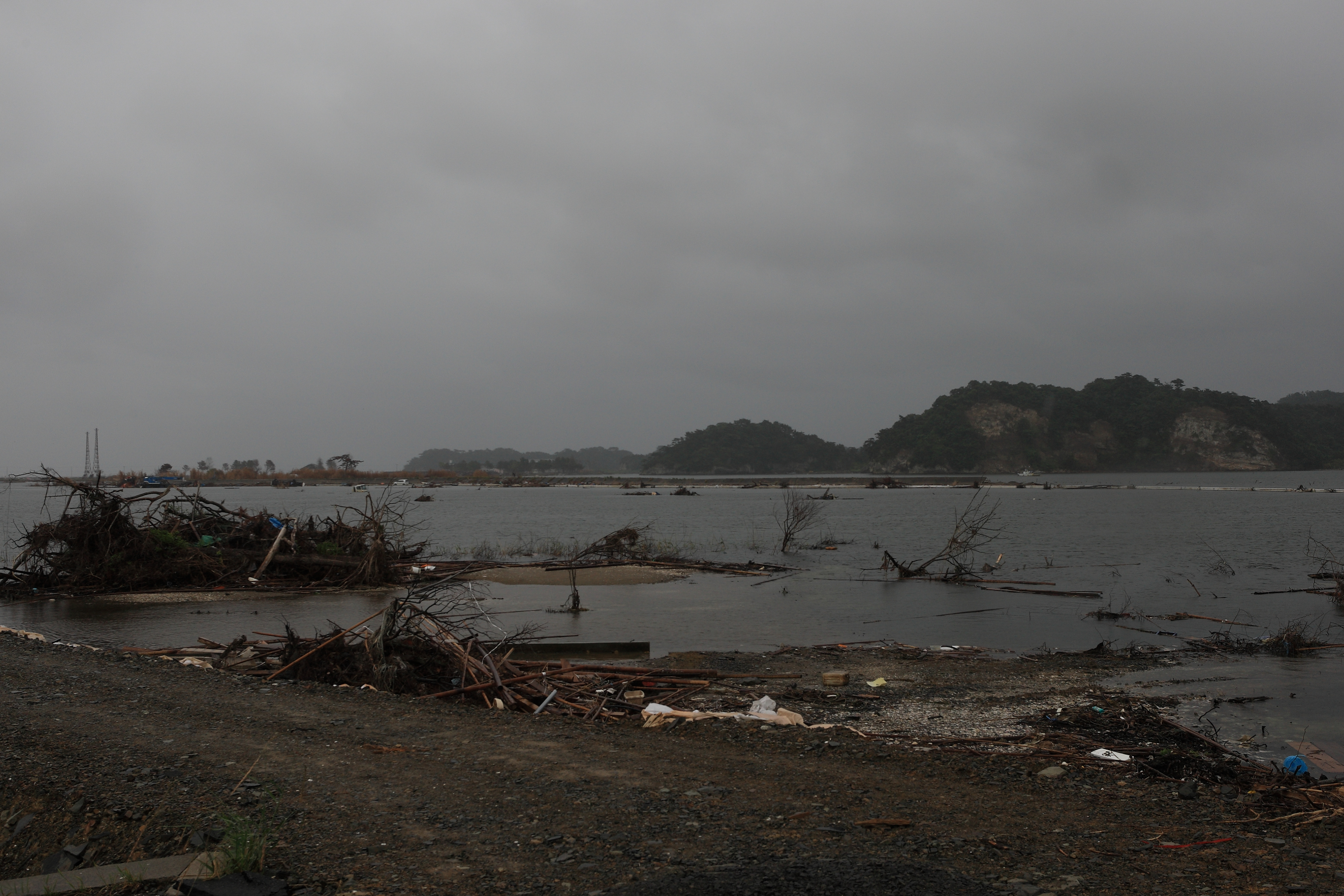
松岛地区之受灾情况。在前面的水面，原本都是陆地。（2011年6月25日摄影）

宫城县是离本次震中最近的县，也是受灾最严重的一个县。整个县被淹面积达到327平方公里，是受灾最严重三县中最大的，比岩手县的受淹面积大了将近6倍；仅宫城一个县的受灾人数便超过了阪神大地震的总和。在宫城县的中北部，由于该区海岸线破碎，亦为容易遭到海啸袭击之区域，故不少地区居民的防护意识较高，政府也在此修建了不少防波堤。在地震来临之际，大部分居民都来到了避难所避难或跑到高地去，只不过因为此次海啸强度及速度都超乎预料，导致伤亡十分惨重。
宫城县中南部的海岸线平直，但当海啸移动到水深较浅的仙台湾时，海啸速度减慢而受地形影响抬升，由于速度下降，1小时后海啸才抵达。因为上一次该地区遭遇猛烈海啸是数百年前的事，该地区居民防灾意识较低，海啸經由平原地形深入到離岸几公里的内陆，造成严重破坏。
在气仙沼市的「滨江春圃」老人保健院里有59人身亡；杉下地区一處12米高的避难所遭到海啸吞噬，93人遇难。整座城市接近1200人丧生。大海啸摧毁了渔船的油箱，汽油溢出引发了持续整整一夜的大火灾。海啸所带来的瓦砾、杂物等漂浮在气仙沼湾，导致海面也开始起火。最后，大島的居民将大火扑灭才没有发生更严重的灾害。
在南三陆町，3层建筑南三陸町防災对策厅舍被完全淹没，职员42人身亡。在公立志津川医院，这座5层的建筑只剩下楼顶没有遭到水浸，72名患者和3名医护人员丧生。海嘯甚至淹没一所海拔15米的养老院的1楼。整个村庄约850人丧生。
在石卷市有不少于3,500人身亡，并有四百余人因此失踪。
女川町是离震源最近的区域，凶猛的海啸袭击了市中心。女川市立医院被指定为临时避难所，但是即使海拔16米，医院1楼也被淹没，12人丧生。一家银行的13名职工躲在银行楼顶，却依旧被海啸吞噬，全員丧生。海啸袭击区域的死亡率达到了惊人的11.97%。在一栋5层高的终身学习中心，有30人躲在一间没有窗户，除了一扇坚固的铁门外几乎完全密闭的锅炉房内，儘管该建筑被完全吞噬，但30人无一伤亡。女川核電廠開放了廠區的公關中心(PRセンター)與體育館供數百位居民避難。整个女川町有超过600人丧生。
雄勝郡北上川河北町几乎被完全摧毁，3层高的医院被完全吞没，仅有3人幸存；石卷市北上综合支所的57人仅有3人幸存。在石卷市立大川小學，87位学生和11位教职工仅幸存5人。
東松島市有36%以上的部分遭到水浸。海啸从仙台湾沿着东侧不到2公里狭窄的平原冲入松岛湾，唯一指定的避难所被海浪吞噬。一家名叫「不老园」的养老机构中56人丧生；野蒜地区，大曲地区遭到严重破坏，约1100人丧生；日本航空自卫队的松岛基地遭到海啸袭击，造成严重破坏。一个私人避难所的所有70人幸存。
多賀城市是仙台松岛道路的重要枢纽。一条高速公路位在砂押川河口，离海仅有非常小的距离，地震在该地区引发了大型车辆堵塞，海啸来临时，大部分车被淹没，不少人是在车里被淹死的。多贺城市死亡人数接近200人，但超过半数的人并非多贺城市的居民。
仙台市是宫城县的首府，当时有约104.7万人口，亦是一个高度发达的现代化城市，所以一般情况下伤亡人数会比较大；但是为了防治大规模的灾害，仙台市政府先前將沿海地區指定為市街化調整区域，將仙台市沿海区域規劃為乡村。当海啸来临时，仙台市人口密集之区域并没有遭到严重破坏，不过在若林区，60%以上的區域遭到水浸，洪水进入了4公里以内的内陆地区，同时仙台港地区的损失也非常严重，宫城野区的野蒲地区與若林区的荒滨地区也都遭到严重破坏。同时，在仙台机场，有不少飞机被海浪损毀，仙台机场跑道被海浪淹没的影片一时间被国内外媒体廣泛报道。仙台市消防直升机起降场也有2架飞机被海浪卷走。不过万幸的是，其余飞机已经被转移到内陆。
名取市27%的城区遭到海啸袭击而被水浸。虽然名取市中心位于内陆，但是其沿海的閖上地区遭到严重破坏，閖上大桥因地震被迫停止通行導致交通拥堵，結果海啸袭击时不少车辆被海浪吞噬。名取市总计有将近1000人丧生。
岩沼市有将近200人丧生，而附近的亘理町则将近300人丧生，两地受浸面积均为48%。與名取市和仙台市類似，两地的中心都在内陆，不过沿海地区都遭到严重灾害，甚至某些沿海村镇被海啸直接摧毁。亘理町的女足选手佐藤惠利子在海啸中不幸身亡。
山元町有38%的城区遭到水浸，养老院「梅香園」裡有82人在海啸中丧生；常磐山元驾校有5台车被海啸冲走，24人丧生，14人失踪。；全町大约700人丧生。
除此之外，七滨町也遭到了较大的破坏。
另外，鹽釜市以及松島町受到的灾害较轻，两地共有50人死亡，并且因水浸而丧生的人数较低。这可能是在松岛湾里的浦户群岛弱化及分散了海啸所致。

### 福岛县

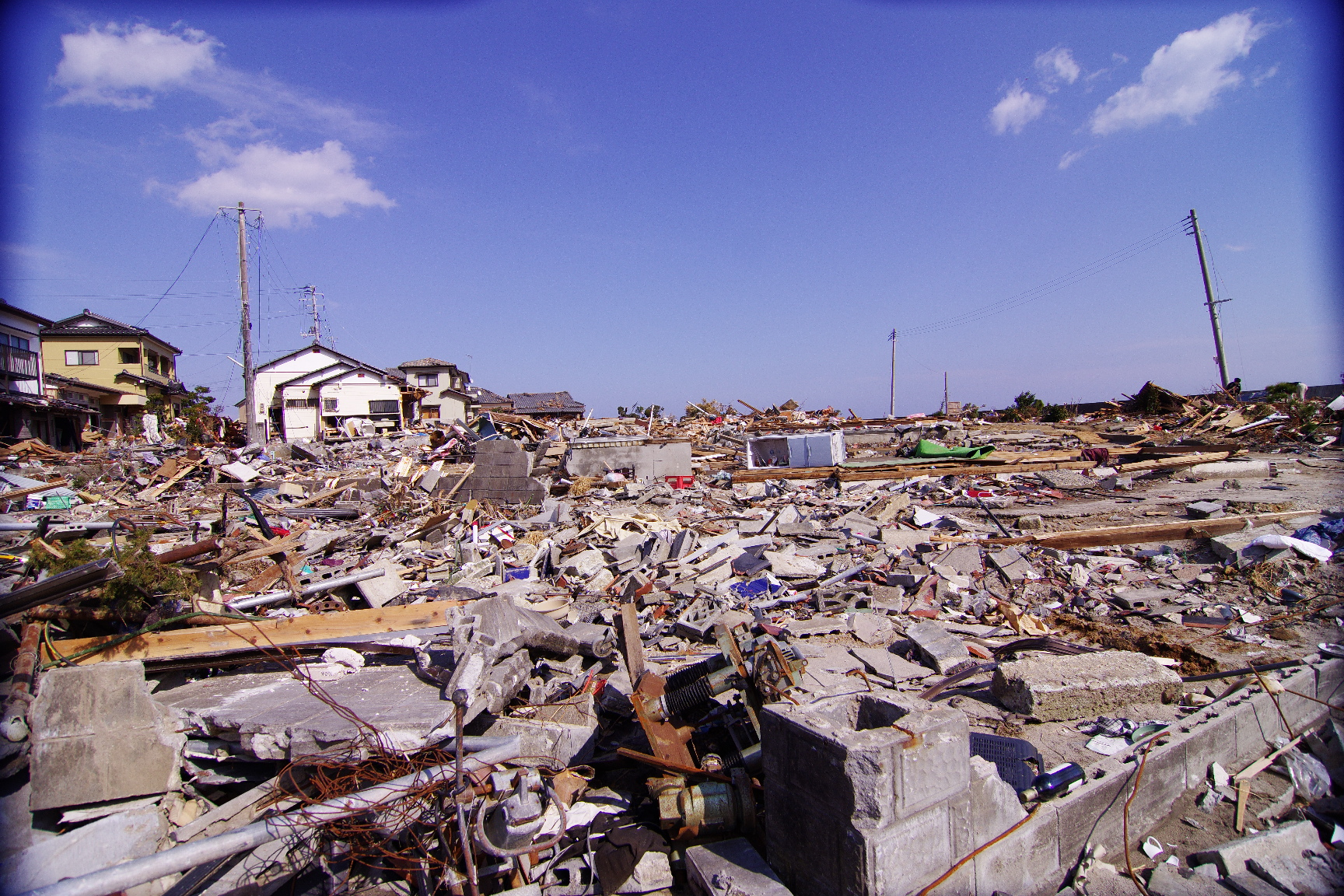
海啸对磐城市沿岸造成的破坏（福島縣磐城市，2011年3月27日）

福岛县有112平方公里的区域被水浸，在三县中排名第二。福岛县近海地区并没有太多渔港（作为对比，宫城县有114个，岩手县有111个），导致因渔港形成的城市较少，这也导致了受浸地区人口较少，密度只有600人/平方公里；受浸地区的人口只有约72,000人，远比另外两县要少，这也与伤亡人数成正比。福岛县死亡人数要比岩手、宫城两县少很多。
因为从宫城县以南直到千叶县为止都是比较平整的海岸线，导致在福岛近海并没有发生过大规模的海啸，所以该地居民对海啸的认识不足。但是海啸并没有因此减弱多少，例如福岛第一核电站所在的浪江町就观测到約15米高的海啸，邻近的富岡町甚至测得接近20米高的海啸。据推测，海啸沿南北方向在此逐渐放大，可能跟宫城海域南侧的一条断裂带有关。
死亡人数较多的是以渔业为主体的城市，其中南相馬市最多，接近1,000人；相马市、磐城市和浪江町都有大约450人死亡。
除此之外，双葉郡的双叶町、大熊町、富岡町、楢葉町、廣野町损失相对较小，各町死亡人数都在100人左右。
双叶郡因为渔业欠发达，所以成为了東京電力公司的电力供给地之一。这里有福岛第一核电站、福岛第二核电站和广野火力发电厂。这里的大部分电力供应被海啸切断，福岛第一核电站还发生了严重核泄漏事故。
大熊町的双叶医院有227名阿兹海默症患者，医护人员和老人暂时留在医院。不过因为福岛第一核电站发生了氢气爆炸，一时间核电站30公里半径范围内的10万人被紧急疏散，之后双叶医院的135人乘旅游观光车撤离，剩余的95人在5日后被日本自卫队救出，不过最终有50人在医院中因各种原因去世。
此外，福岛县有不少老年人或伤员在避难时因各种原因身亡；因为地震本体致死的人数在福岛县也是最多的。
福岛县是地震本体所造成人员伤亡最严重的一个县，白河市六反山出现大规模山体滑坡导致13人丧生；在须贺川市的藤沼水库因为泥石流导致部分地方坍塌致8人身亡。此外，郡山市市政府的一部分倒塌导致1人身亡。
在矢吹町，有30%的房屋遭到半毁或全毁；在整个郡山市，有2万间房屋遭到半毁或全毁，占了全市房子的23%。郡山市是完全没有遭到海啸的城市中损失最严重的城市。
4月11日，福岛县滨通地区发生了与3月11日大地震有关的内陆直下型地震（福岛县滨通地震），不少地区出现山体滑坡、地陷等情况，共造成4人死亡。

### 茨城县

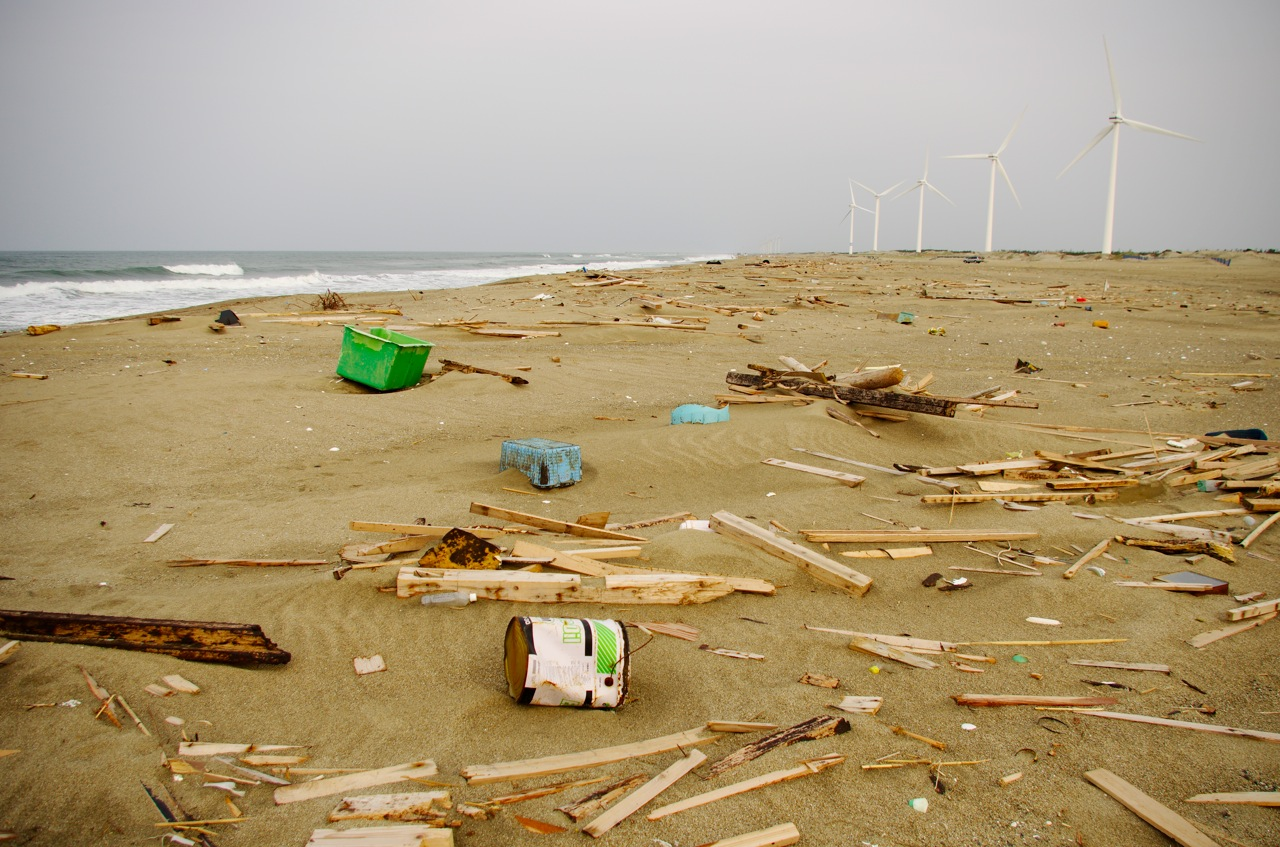
鹿岛滩上的瓦砾（茨城县神栖市）（2011年5月8日摄影）

因为地处关东平原，茨城县在本次地震中有9个观测点测得震度6强级别，仅次于福岛县、宫城县；而后者则分别有21个和11个观测点测得震度6强以上。
所以，茨城县在因地震造成的房屋损坏数量仅次于宫城、福岛县；而因此造成的死者仅次于福岛县。
在東海村的常陆那珂火力发电厂有9名工人身亡；有4人从钢铁板上坠落身亡；行方市的鹿行大桥局部坍塌导致1人死亡。
在海啸影响方面，茨城县被淹范围有23平方公里。与福岛县接壤的北茨城市受灾严重，丧生者众多；此外，高萩市，神栖市，日立市，常陸那珂市，大洗町市区内出现了浸水情况。
土壤液化现象在茨城县大部分地区均有发生，特别是霞浦，北浦南岸以及利根川下游的潮来市，神栖市，鹿嶋市，稻敷市。在整个茨城县有接近1万户因土壤液化现象受灾。

### 千叶县

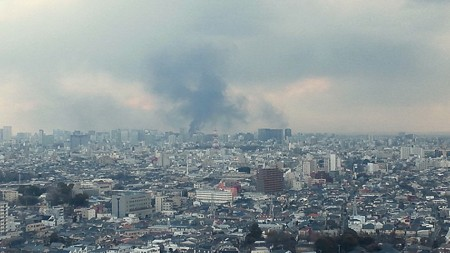
地震引发的火灾（千叶县市原市科斯莫石油公司千葉工廠）
（2011年3月11日摄影）

千叶县有17平方公里的地区遭到水浸。其中旭市因海啸死亡人数最多，而铫子市以及山武市的东北海岸均遭到海啸袭击。
在东京湾的沿岸以及浦安市，均出现了严重的土壤液化现象。
我孫子市布佐地区的東部出现了土壤液化现象，119栋房屋遭到彻底摧毁。我孫子市还有约50栋房屋因居民不敢居住而被拆除，而其他一些经过修理后仍能正常居住。
「大原幽学遺跡旧宅」（旭市，国家历史遗迹）出现地面沉降和裂缝、「旧堀田家住宅」墙壁出现了裂缝、「法華经寺法華堂」（市川市）的天花板以及一部分装饰坠落。
香取市佐原地区伊能忠敬的旧居遭到6级震度袭击，导致在小野川的老护岸结构有一部分坍塌，「正文堂書店」的房梁瓦出现坠落。整个香取市有大部分地区遭到液化现象的袭击。
此外，市原市的科斯莫石油公司千叶炼油厂出现严重火灾，并造成6人受伤。

### 日本其他都县受灾情况
在栃木县，芳賀町本田技术研究院的墙壁坍塌导致1人丧生、那須烏山市的一对夫婦被山崩掩埋而死。益子町的地藏院的宇都宫氏墓所，战国诸侯宇都宫成纲、宇都宫忠纲的五輪塔遭到破坏。岩舟町的圣山岩船山的西側山峰呈V字形坍塌，依山面也有部分已经坍塌，但没有人员伤亡及房屋损失报告。
在东京千代田区的九段会館，天花板的一部分塌陷导致2人死亡；江东区的一家金属加工工場发生三氯乙烯泄露，致使2名员工吸入三氯乙烯丧生；有两人在町田市好市多商场的停车场因为斜坡倒塌身亡。

### 日本国外受到的灾害
美国加利福尼亚州的克雷森特，有6人在海上出行時遇到海啸，1人身亡。夏威夷群岛遭到了海啸袭击，夏威夷島的西岸遭到海啸袭击，有3家酒店因为海啸无法营业，在整个夏威夷岛造成了数十万美元的损失，另外也有至少二千隻在中途島棲息的黑腳信天翁於海嘯中死亡。加利福尼亚州的圣克鲁斯以及克雷森特遭到海啸袭击，不少港口和船舶被破坏，造成1,400万美元的损失。
在俄勒冈州，有一些海藻和海帶随着海浪被冲上岸，它先前并未在美国被发现。并且该类植物被证实可以生长，这引发了对其的担心，一旦其迅速发展可能会对该地环境和渔业造成影响。
印度尼西亚巴布亚省遭到海啸袭击，1人死亡，5人失踪。
在智利有数十幢房屋遭到破坏，接近200人无家可归，智利北部的塔爾卡瓦諾通報海水倒灌。
地震发生后，中国国家海洋局首次发布了海啸警报消息，并旋即触发为海啸蓝色警报，这是国家海洋局首次也是唯一一次发布海啸警报。该警报其后于当日17时41分解除。
| 国家或地区                 | 避難警报 | 海啸警報 | 最大波高  | 死伤者数     | 来源                                      |
| -------------------------- | -------- | -------- | --------- | ------------ | ----------------------------------------- |
| 中華民國                   |          |          | 0.1 m     | 0            | [ 51 ]                                    |
| 中华人民共和国             |          |          | 0.3 m     | 0            | [ 50 ]                                    |
| 新西兰                     |          |          | 0.4 m     | 0            | [ 52 ]                                    |
| 關島                       |          |          | 0.4 m     | 0            | [ 53 ] [ 54 ] [ 55 ]                      |
|                            |          |          | 0.4 m     | 0            | [ 53 ] [ 54 ]                             |
| 美国夏威夷州（大部分地区） |          |          | 2.1 m     | 0            | [ 56 ] [ 57 ]                             |
| 美国中途岛                 |          |          | 1.5 m     | 0            | [ 42 ]                                    |
| 美国毛伊岛                 |          |          | 2.1 m     | 0            | [ 42 ] [ 58 ]                             |
| 美国申雅島                 |          |          | 1.5 m     | 0            | [ 42 ]                                    |
| 美国阿留申群岛             |          |          | 1.5 m     | 0            | [ 42 ]                                    |
| 美国夏威夷島和科纳岛       |          |          | 3.7 m     | 0            | [ 42 ]                                    |
| 美国威克岛                 |          |          | 1.8 m     | 0            | [ 42 ] [ 55 ]                             |
| 美国加利福尼亚州           |          |          | 2 m       | 1            | [ 59 ] [ 60 ]                             |
| 菲律賓（大部分地区）       |          |          | 1 m       | 0            | [ 61 ] [ 62 ]                             |
| 帛琉（一部分地区）         |          |          | 0.11 m    | 0            | [ 55 ] [ 61 ] [ 63 ] [ 64 ] [ 65 ] [ 66 ] |
| 納努梅阿環礁               |          |          | 小海啸2次 | 0            | [ 67 ]                                    |
| 印度尼西亞摩鹿加群岛       |          |          | 0.1 m     | 0            | [ 51 ] [ 61 ] [ 62 ] [ 68 ]               |
| 印度尼西亞巴布亚省         |          |          | 1.5 m     | 1（失踪者5） | [ 69 ]                                    |
| 俄羅斯鄂霍次克海沿岸       |          |          | 3.3 m     | 0            | [ 70 ]                                    |
| 俄羅斯千島群島             |          |          | 3.3 m     | 0            | [ 70 ] [ 71 ]                             |
| 墨西哥                     |          |          | 0.7 m     | 0            | [ 72 ]                                    |
| 加拿大不列颠哥伦比亚       |          |          | 0.5 m     | 0            | [ 73 ]                                    |
| 法屬玻里尼西亞大溪地       |          |          | 0.4 m     | 0            | [ 74 ] [ 75 ]                             |
| 法屬玻里尼西亞马克萨斯群岛 |          |          | 3.0 m     | 0            | [ 76 ]                                    |
| 秘魯卡亚俄                 |          |          | 1.66 m    | 0            | [ 77 ]                                    |
| 智利复活节岛               |          |          | 0.3 m     | 0            | [ 78 ]                                    |
| 智利阿里卡                 |          |          | 0.91 m    | 0            | [ 77 ]                                    |

- 1.上表中即该警报被发出
- 2.上表中即该警报未发出
- 3.上表中即该警报未知其有无发出

## 建筑物
本次震灾中，位于日本东部太平洋沿岸地区的房屋损失严重，而在关东地区主要是土壤液化现象导致，而东北地区则是海啸、山体滑坡或地震本体所致。
| 本次震灾建筑受损情况 | 本次震灾建筑受损情况 | 本次震灾建筑受损情况 | 本次震灾建筑受损情况 | 本次震灾建筑受损情况 | 本次震灾建筑受损情况 | 本次震灾建筑受损情况 | 本次震灾建筑受损情况 |
| 都道府縣             | 全毀戶數             | 半毀戶數             | 一部分損壞戶數       | 燒毁戶數             | 水浸戶數             | 入水戶數             | 非住宅損壞建築數     |
| -------------------- | -------------------- | -------------------- | -------------------- | -------------------- | -------------------- | -------------------- | -------------------- |
| 北海道               | --                   | 4                    | 7                    | --                   | 329                  | 545                  | 469                  |
| 青森县               | 308                  | 701                  | 1,005                | --                   | --                   | --                   | 1,402                |
| 岩手县               | 19,107               | 6,609                | 18,827               | 15                   | 1,763                | 338                  | 1,538                |
| 宫城县               | 82,992               | 155,122              | 224,158              | 119                  | 192                  | 7,796                | 28,164               |
| 秋田县               | --                   | --                   | 5                    | --                   | --                   | --                   | 3                    |
| 山形县               | 14                   | 1,249                | --                   | --                   | --                   | --                   | 132                  |
| 福岛县               | 21,224               | 73,764               | 161,139              | 80                   | 57                   | 334                  | 30,573               |
| 东京都               | 16                   | 203                  | 6,225                | 3                    | --                   | --                   | 1,127                |
| 茨城县               | 2,268                | 24,355               | 186,423              | 37                   | 1,352                | 645                  | 19,989               |
| 栃木县               | 261                  | 2,118                | 73,512               | --                   | --                   | --                   | 9,922                |
| 群马县               | --                   | 7                    | 17,679               | --                   | --                   | --                   | 195                  |
| 埼玉县               | 24                   | 199                  | 16,567               | 2                    | --                   | 1                    | 33                   |
| 千叶县               | 801                  | 10,131               | 54,988               | 5                    | 1,014                | 681                  | 845                  |
| 神奈川县             | --                   | 41                   | 459                  | --                   | --                   | --                   | 13                   |
| 新潟县               | --                   | --                   | 17                   | --                   | --                   | --                   | 9                    |
| 静冈县               | --                   | --                   | 13                   | --                   | --                   | 7                    | --                   |
| 三重县               | --                   | --                   | --                   | --                   | 2                    | --                   | --                   |
| 德岛县               | --                   | --                   | --                   | --                   | 2                    | 9                    | --                   |

### 土壤液化現象及地面沉降
关东地区、东北地区均出现了因地震引发的广泛的道路、房屋土壤液化现象。千葉县千葉市美濱區、習志野市、船橋市、市川市、浦安市、香取市以及我孫子市，東京都江東区、江戶川区、神奈川县横滨市的八景島周围、茨城縣常陸那珂市、潮来市、宮城縣大崎市的江合川的周边区域等均出现土壤液化现象。以上地区出现了煤气停止供应、房屋倒塌或倾斜以及稻田内泥沙堆积等灾害。东京湾沿岸的垃圾填埋场、千叶县东北部和茨城县鹿行地区的南部被称为「水乡区域」的地带都遭到了土壤液化现象的侵蚀，特别是千叶县浦安市，有85%以上的城区出现了土壤液化现象。危险度较低的土壤液化现象也被证实在不少遭到海啸的地区发生。
关东地区北部以及东北地区的太平洋海岸因为地震出现了地面沉降现象，导致大部分河口和海滩区域遭到海啸袭击后被水浸。石卷市盐富町在涨潮时全城遭到水浸。对于因为海啸而导致东北地区及关东地区6个县有23,600亩农田遭到淹没或海水冲刷，农林水产省在3年后才把农田里的固实盐分清除。。

### 各種建筑
主條目：東日本大震災各種建築受災情況
千叶县市原市的科斯莫石油公司千叶炼油厂发生火灾和爆炸，影响到了附近的貧鈾储存设施。除此之外，在茨城县和东北地区，不少工厂和炼油厂因海啸或地震停产，给世界产业界带来了影响。此外，在北海道、关东、关中、东北地区不少教育机构也受到损坏。4月6日日本文化厅确认在此次地震中历史文物损坏463件。此外，在日本全国各地有370座政府机关楼房遭到损坏，其中7幢全毁、26幢受到海啸影响损坏、6幢因福岛第一核电站事故而废弃。
| 建筑类别     | 估计受损額       | 类别明細                                       |
| ------------ | ---------------- | ---------------------------------------------- |
| 建築物等     | 約10兆4000億日元 | 住宅、住宅用地、办公室、工厂和机器等           |
| 地下管线等   | 約1兆3000億日元  | 水道、电力、煤气、通信、广播设施               |
| 社会基础设施 | 約2兆2000日元    | 河川、道路、港湾、下水道、机场等               |
| 農林水产等   | 約1兆9000亿日元  | 農地、農業设施、森林、水产设施等               |
| 其他         | 約1兆1000億日元  | 教育设施、保健医療、福利设施、废弃物处理设施等 |
| 总計         | 約16兆9000億日元 |                                                |

- 来源[94]，并不包括福岛第一核电站事故的估计总额[95]。

## 交通
受海啸、地震影响，东北地区、关东地区北部的基础交通设施遭到严重破坏，不少地区交通瘫痪。

### 道路

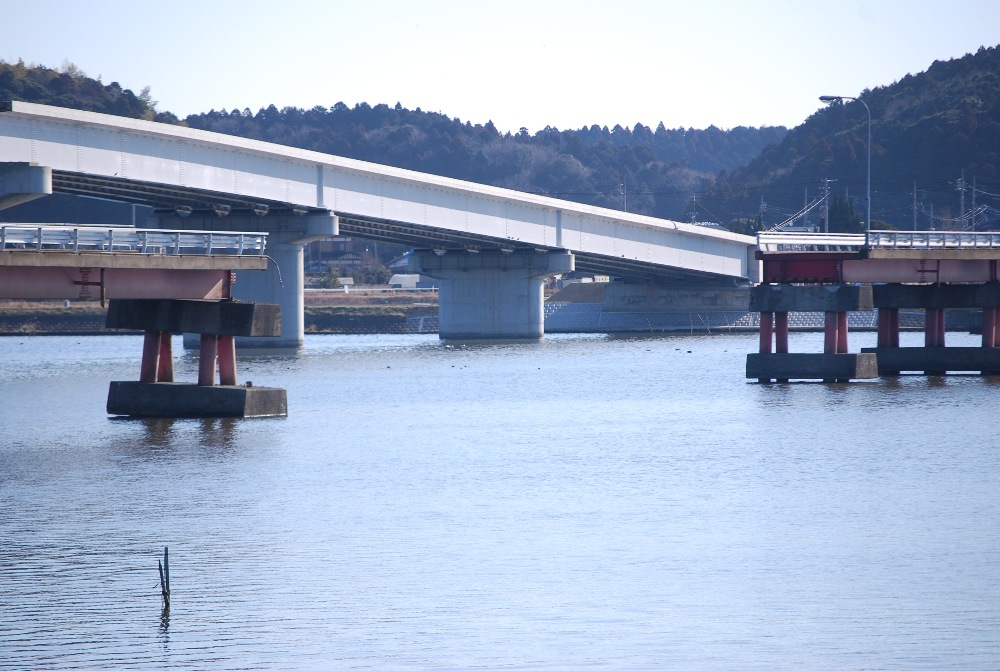
倒塌的鹿行大桥（2011年3月27日，茨城县行方市）

地震发生之后，山形自動車道、八戶自動車道、青森自動車道、秋田自動車道、东北中央自动车道、常磐自動車道、東北自動車道、磐越自動車道、日本海东北自动车道、首都高速、北关东自动车道、東京外環自動車道、東名高速道路被禁止通行。
根據日本警察厅于2014年8月8日之數據，有4,198条道路遭到不同程度损坏。岩手县山田町船越半岛通往宮城縣南三陸町牡鹿半島的繁忙道路日本国道45号损坏导致岩手、宮城、福島3县至少16,000人交通受到影响。此外、茨城县北浦上方的鹿行大桥一部分倒塌。首都高速道路的湾岸线的中心发生损坏，新木場出入口的匝道高架桥出现损坏，从2011年3月22日起葛西JCT、大黑JCT联通路径于3月27日将会被封锁停止通行。
東日本高速道路（NEXCO東日本）管内的高速道路之内的许多路線被禁止通行。東北自動車道的浦和交流道、碇关IC区間、秋田自動車道、釜石自动车道、八戶自動車道的一部分区域、常磐自動車道的三鄉JCT以北、磐越自動車道的津川IC以東的道路被公安委員會指定为紧急交通路线，供应急车辆専用。3月24日全部通行限制被解除，一般车辆可以通行。常磐自動車道的廣野IC至常磐富冈IC、福岛第一核电站事故的旧警戒区域内于2014年2月22日被重新開通。當初從2011年封閉的常磐富岡IC至相馬IC区间之開通被延期。此外，旧警戒区域外的南相馬IC以北路段于2012年4月8日先行開通。之后，浪江IC-南相馬IC間的路段于2014年开通、常磐富岡IC-浪江IC間的道路争取在2015年前全部开通。
东北地区整备局决定采用齿梳策略帮助沿海地区缓解交通压力。

### 铁路

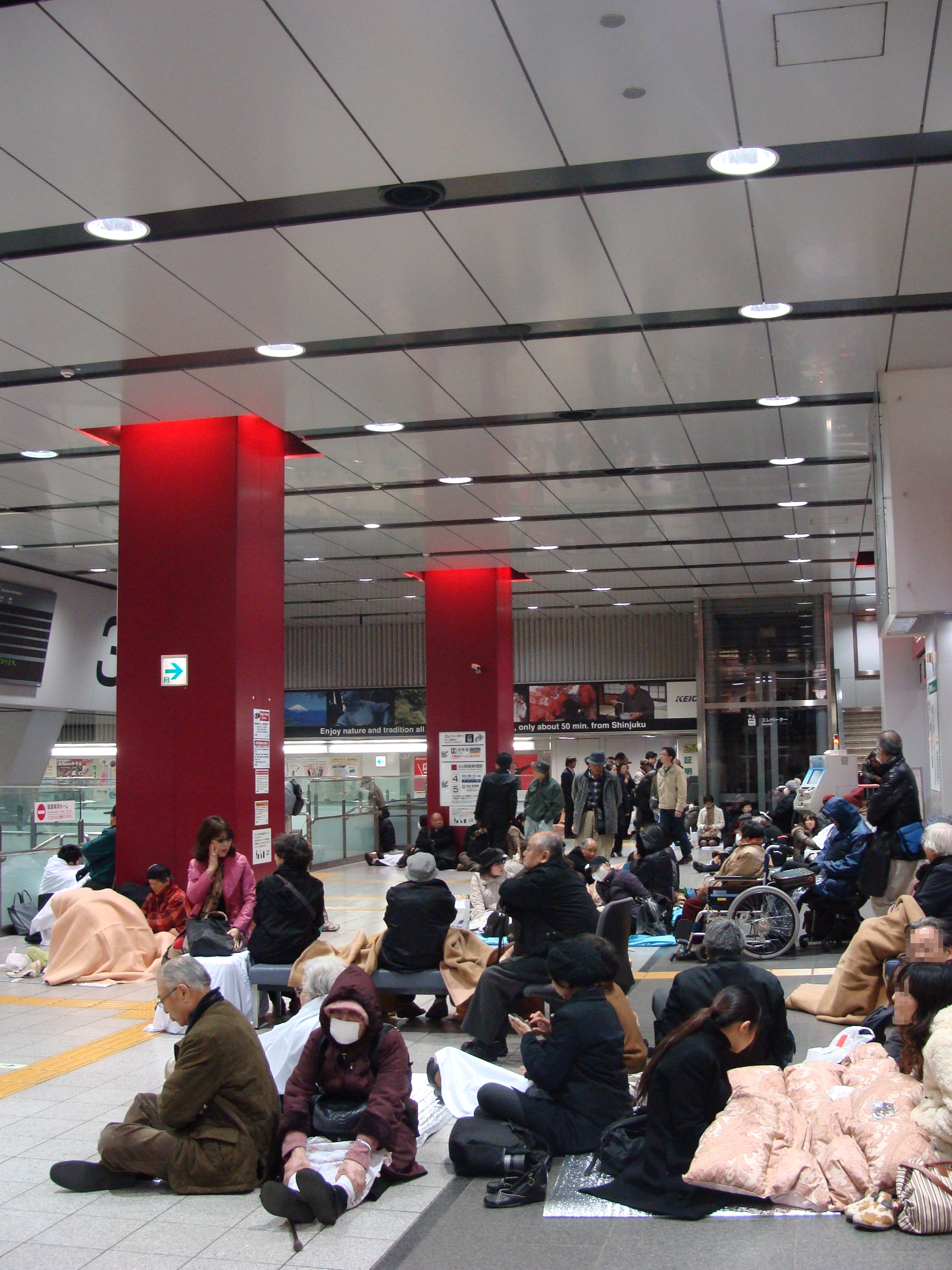
因铁路停驶而滞留车站的乘客（2011年3月11日，新宿站）

地震发生以后，JR東日本的新幹線與在來線全部暂停运作，關東地區以及首都圏的私有铁路和地鐵全部停止運行。因此，无法从工作场所回家的滞留乘客估计有515万人，各个政府机构接纳滞留者11万人。不少人滞留直至交通恢复。此外，受3月14日起轮流停电计划的影響，各线路的列車实施运转整理，减少列车列数。

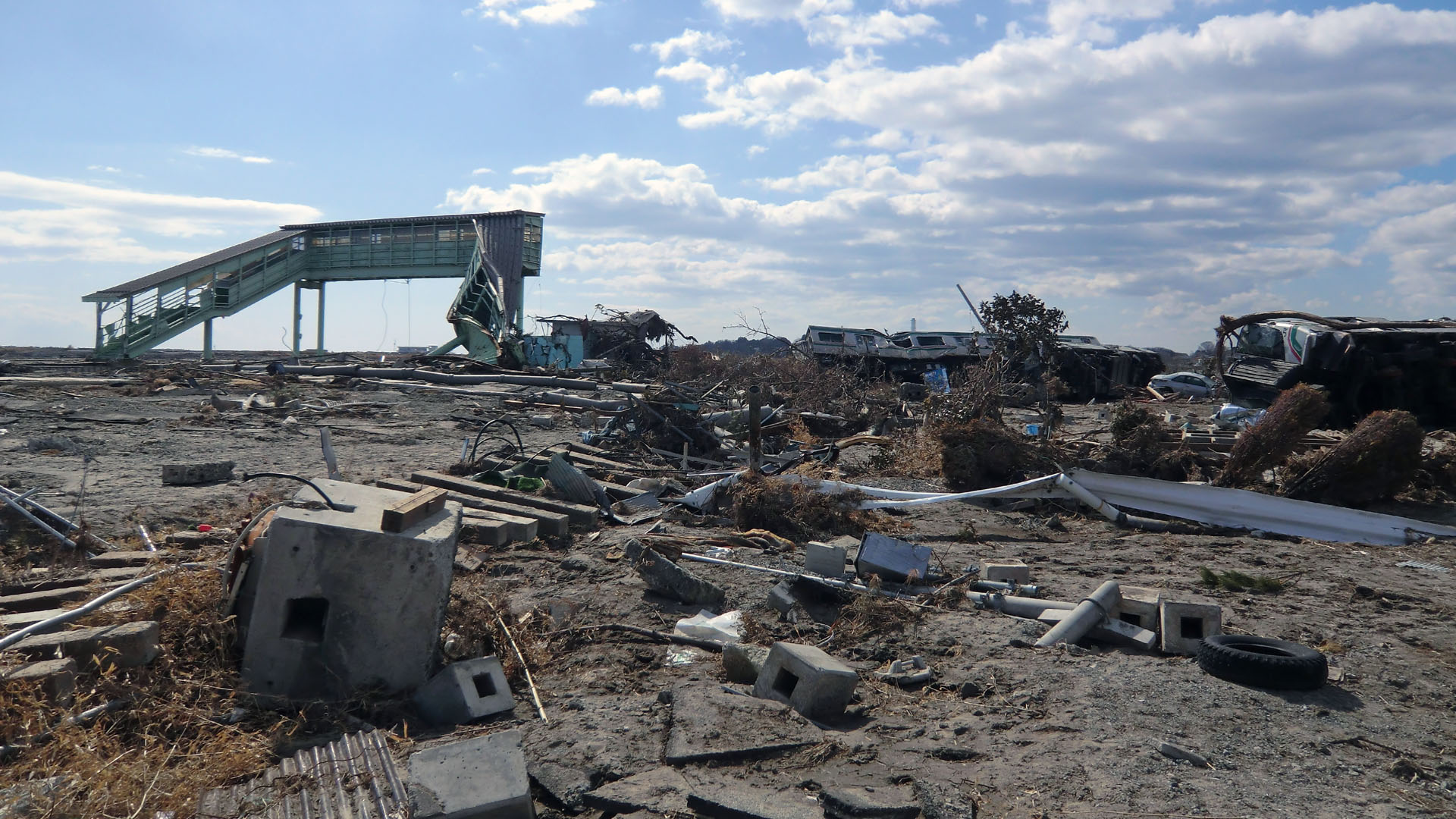
新地站建筑被海啸完全摧毁（2011年4月4日、福岛县相馬郡）

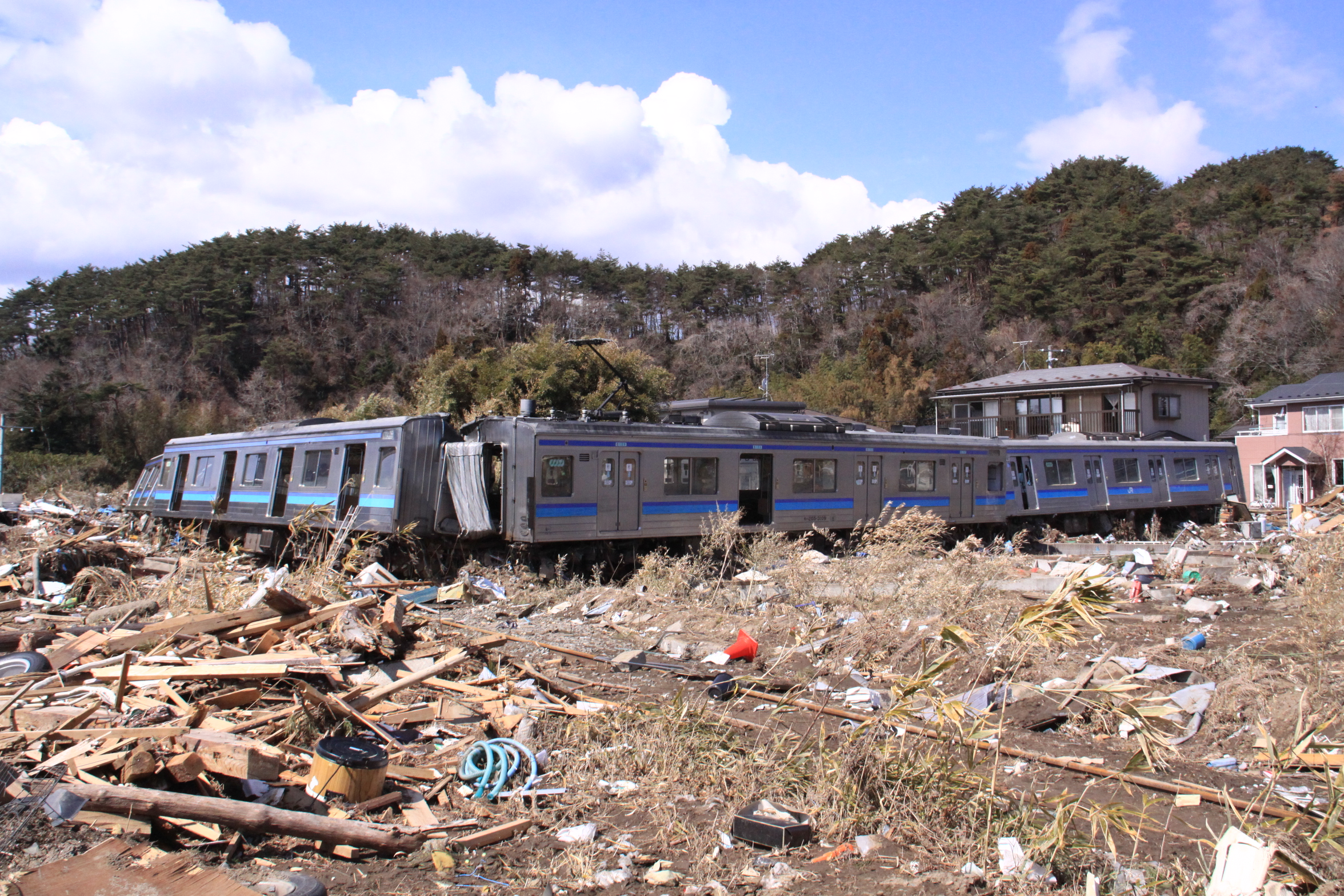
仙石線上被海啸冲毁的列车

東日本旅客铁道（JR東日本）管辖范围内的東北新幹線包括仙台站之内的5个铁路车站遭到破坏，一列正在行驶中的新干线E2系动车（列车编号：7932B）在距仙台站以北4.5km处脱轨，电线杆的架空接触网、高架橋的桥墩总计約1,100个地点損坏。3月15日起东京站-那须盐原站段恢复通车，22日盛岡站-新青森站段恢复通车，4月7日一之关站-盛冈站段恢复通车。但在同日，强烈的余震导致铁路产生了新的约450处损坏。导致原本已经开通的路段再次被封闭。4月12日，那须盐原站到福岛站之路段重新开放起，之后铁路陆续开通，4月29日全线重新开放，但是从盛冈站到那须盐原站的路段减速运行。该措施一直实施到9月23日，减速运行取消，速度回归到震灾前水平。
JR東日本所轄在來線方面，氣仙沼線、大船渡線、仙石線、山田線、常磐線、石卷線及八戶線的总计7線区23站被海啸破坏，约有60公里长的铁路轨道被水流冲刷破坏导致无法使用或被水流冲走。2012年間，氣仙沼線與大船渡線部份路段改建為BRT，分別於2012年與2013年改由代行巴士恢復通行，2020年4月1日起BRT路段正式废除铁道事业，改为巴士路线。山田線宮古站至釜石站沿海路段，經JR東日本與沿線自治體和岩手縣政府協調後，進行修復工程，于2019年3月23日修復完成後移交給三陸鐵道改名谷湾线运營。常磐線於福島及宮城縣路段則耗時較長，至2017年大部分路段已復駛，但富岡站至浪江站間路段因位處於福島第一核電廠警戒區，年間放射線劑量達50mSv，而令復舊工作出現困難。2020年3月14日，此路段於时刻改正中恢复運行。
私铁方面，第三部門鐵道——三陸鐵道的北谷灣線、南谷灣線的铁路轨道和高架桥被破坏，一時间全線无法通行。随后开始进行修复工事，依次重开线路2014年4月5日南谷湾線全部开通，6日后北谷湾線全部开通。此外，除了仙台机场遭到严重海啸袭击以外，仙台機場直達鐵路的仙台機場站亦遭到严重破坏，于2011年10月1日恢复通车。仙台市地下鐵南北线部分高架桥受损，八乙女站损坏，2011年4月29日恢复通车。
除东北地区以外，JR北海道，JR四國，JR西日本，JR东海，JR九州运行的多条线路因海啸警报而停驶，但多数已于地震发生後一周内恢复通车。

### 航空

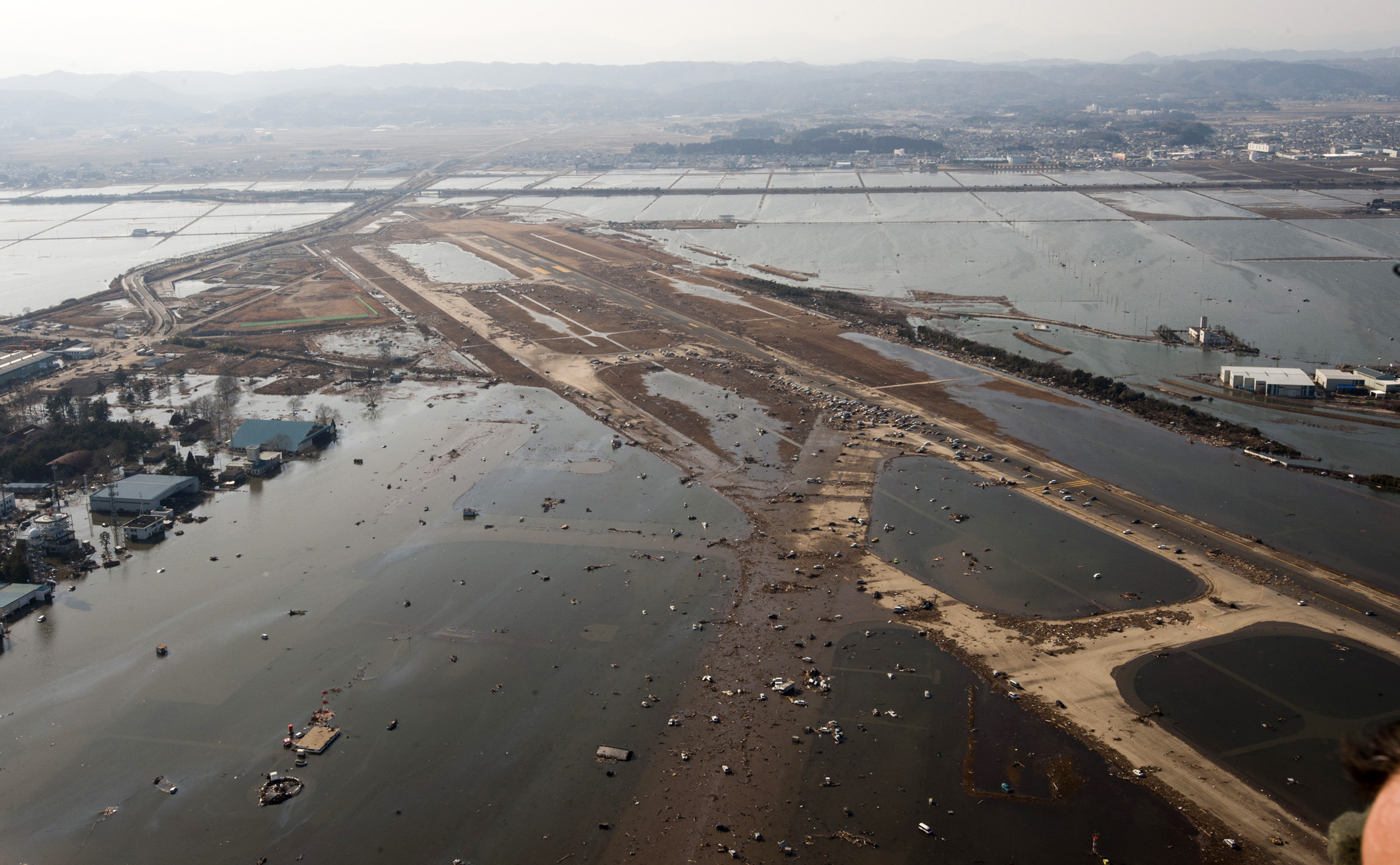
海啸影响到仙台空港跑道上泥沙，杂物堆积（2011年3月13日、宮城縣名取市）

仙台空港的跑道、滑行道、停機坪受海啸影响而导致水浸，航廈遭到严重破坏，因此仙台机场从地震发生当日15:06分停止飞机起着陆。海啸导致航廈1层被完全淹没，约有1200人在机场等待救援，他们基本上都在13日被自卫队救出。此外，除了航廈，大量机场设备以及工作车辆几乎被完全摧毁，约有200辆工作车辆漂浮在停机坪的积水上。滑行道，停机坪上或是地面的设施内的飞机基本上都被海啸卷走或摧毁、航廈和大量电子设备被水浸。在遭到破坏的飞机中，有海上保安廳第二管区的飞机。
海水退去後，由自衛隊清出一部份跑道供美軍與自衛隊的救災飛機起降。日本国土交通省为了帮助仙台机场复原，将障碍或有害物质除去以促进自然排水的进行，国土交通省从全国抽调了25台排水泵車，在3月20日进行了集中，灵活地大范围清除浸水、砂石。4月13日国内航線部分重启，7月25日全部国内航班重开。9月25日机场完全复原，国际航班起降重启。
花卷機場（岩手县）的一般旅客飞机暂时中止运行，而紧急运输飞机的起着陆于3月11日18時50分被重新恢复。三澤飛行場（青森县）同时開启紧急运输，但因为机场停电，民航入闸口需要手动开启。福島機場的指挥塔玻璃全部破碎。在15:06分遭到封闭的仙台机场的原先降落航班改在关西国际机场和新千歲國際機場。山形機場因为停电不得不停运，3月12日4時重新开始运作，并且开始24小时不间断运行。茨城县小美玉市的茨城空港，其候机楼2楼的天花板部分坠落，而在花卷机场，同样是2楼的天花板坠落。3月12日两个机场遭到封锁，全部航班取消。機場于14日恢复正常航班执飞，花卷機場于17日恢复正常航班执飞。
而在成田国际机场（千叶县）测得6下震度，在羽田國際機場（东京都）测得5上震度，在确认安全后两机场同时停止了飞机起降，而前往两个机场的86架班机被紧急安排到中部國際機場（愛知縣）、關西國際機場（大阪府）、新千岁机场（千歲市）、橫田飛行場（東京都）代替着陆。值得一提的是，其中14架班机已发出「燃料不足」的信号。羽田机场有部分设施遭到损坏，但是经过检查白天起飞的安全性可以保证；而成田机场的损坏则主要在机场设施及航廈，故于12日晨重开。但之后京成電鐵JR于12日午後停止运行、東京市区内的机场巴士運行又于12日夜停止，导致成田空港的公共交通一时间被完全切断。此外，福岛第一核电站事故之後，国际民航组织、国际航空运输协会以及世界卫生组织 发表声明称日本旅行「没有发现健康风险」尽管如此，汉莎航空与意大利航空等一部分外国航空公司因核辐射的影响及对余震的恐慌将从成田机场的起降航班改到中部國際空港和关西国际机场。

## 运输

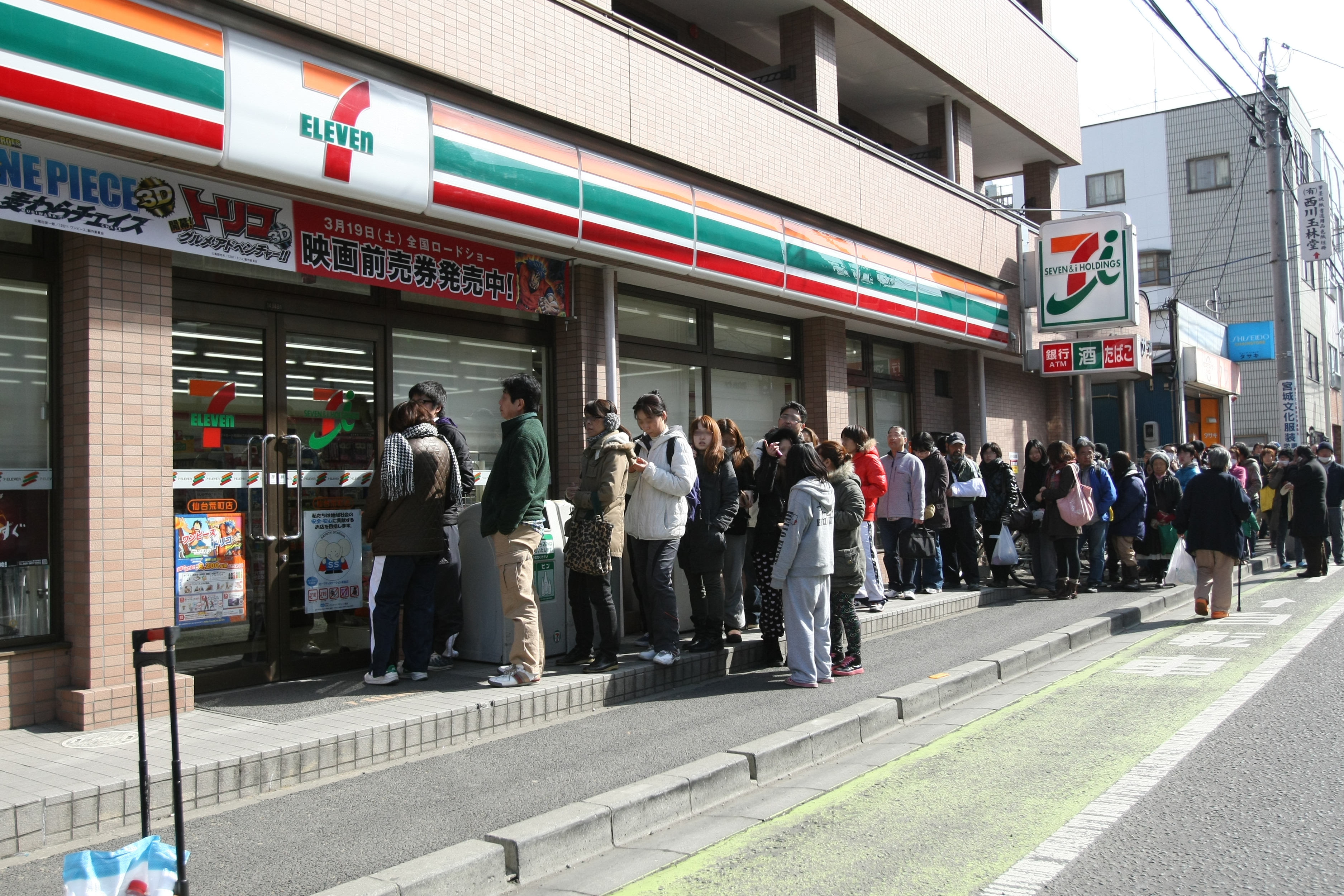
便利店里正在购买食物，电池等日常用品的仙台市民（2011年3月13日、宫城县仙台市若林区荒町）

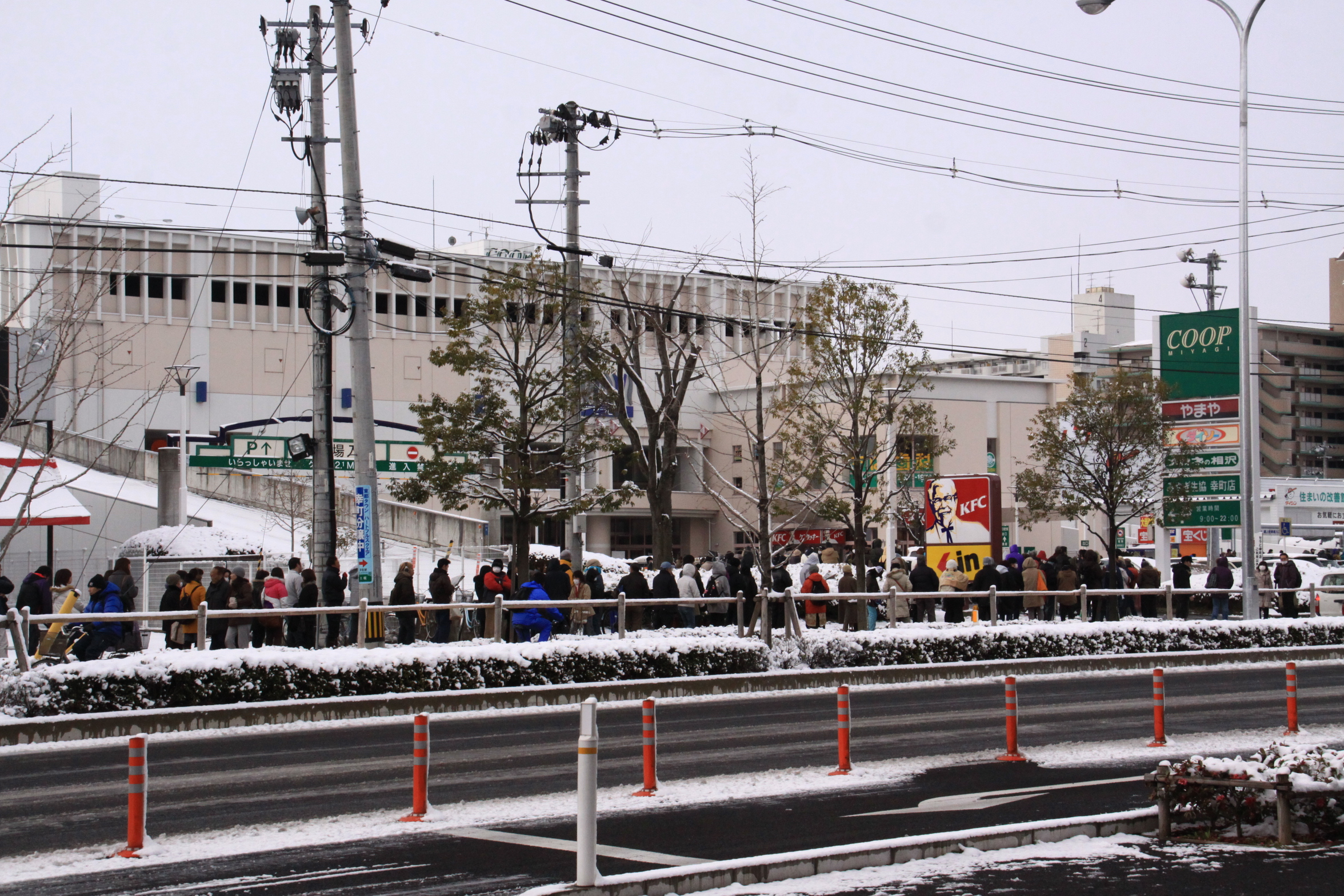
超市前，仙台市民一字排开等待购买（2011年3月18日、宮城县仙台市宮城野区幸町）

地震和海啸导致公路、铁路等交通中断，部分机场、港口被损坏或摧毁，交通网受到严重影响。因此，邮递和运输遭到巨大影响。受灾地区一些必要的物资在3月16日才由日本航空自卫队松岛基地运抵灾区。除自衛隊以外，海上保安廳利用巡逻艇对灾区进行物资运输。此外，航海训练所下属的航海练习船银河丸号和海王丸号向灾区运输医药品等紧急物资。水產廳的調査捕鯨船日新丸号和水產厅下属的渔业巡逻船、水产综合研究中心的調査船对灾区进行物资供应。此外，全日本海员工会通过包下民间渔船的方式从函館港、宫古港、气仙沼港、石卷港对灾区进行物资运输。
震災过后，宮城、岩手、福島、茨城县等4县的中心与北海道和爱知县在广范围内出现停水现象。17个道县内至少有140万户停水。各地的水供应商代表日本水道协会向全国派遣应急输水车約210台向東北、关东两地区域受災地送水。中部、近畿、中国、四国、九州等主要在西日本一側的县已经有输水車向受災地派遣。
東北地方有100所以上的邮局被全毁或者遭到水浸、受长野县北部地震而遭到不同程度损坏的邮局则有600所。除此之外，简易邮局、如配送中心等邮政网络设施以及邮政从业人员等遭到了巨大的损失。簡保之宿松岛遭到海啸袭击，海啸一度冲到3层，130人以上的避難者被迫躲在4层，直到12日才被人救出。此后，该简保之宿被无限期休馆。此外、青森县、岩手县、宮城縣、福島縣、茨城县的邮递投送变得困難。同时，北海道、东北地区6县及茨城县的快递将被送回配送中心。大和运输公司从3月11日中断北海道和東北6县，茨城县的低温配送服务和关东地区的装卸货物运输及订舱的业务。佐川快递的北海道、東北地区的取件遭到推迟，关東地区的一部分取件被推迟。日本郵船及貨船3艘在福島县遭到海啸而遭到破坏。虽然后来送件服务被恢复，但是仍然无法送件至警戒区域（指福岛第一核电站事故之警戒区间）。
亚马逊日本停止对北海道，东北地区之发货，同时因为公司配电设施遭到损坏，且不少配送中心在地震中被损毁，公司一度暂停快速配件服务。虽然配送之后恢复，但警戒区域内仍无法送件。

## 電力

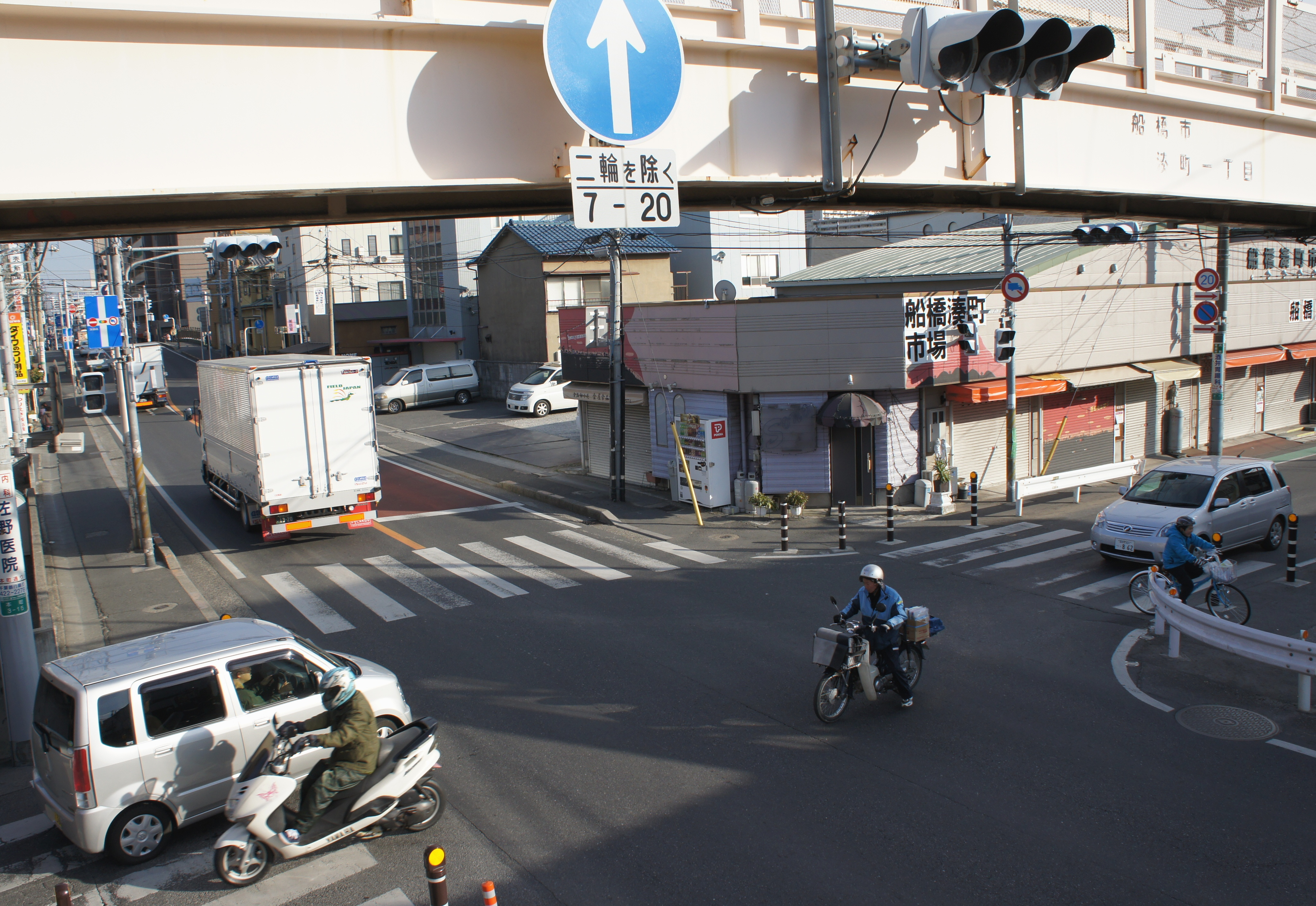
3月17日轮流停電计划在千叶县船橋市实施。信号灯被暂时取消

地震之後、東北電力管内的青森县、岩手县、秋田县全部区域、山形县・宫城县的大部分区域、福島縣的一部分合计440万户、東京電力管内的茨城县全境约405万户停電。之后，東京電力在19日1时恢复一切供电，而東北電力在4月7日将停电户数减少到16万户后，由于7日晚牡鹿半岛再次发生矩震级为7.1的余震，导致401万户再次停电。
因为电力不足，十余所發電廠被迫停止运转，東京電力管内的区域从3月28日起开始实施轮流停电计划。由于夏天开始导致耗电量开始增加、东京电力和东北电力开始对超出使用量15%的家庭强制节电，并且开始启动电力使用限制令以避免进行轮流停电。受事故的影響，定期检査各地的核电站，并对一些核电站暂停运行。关西电力、九州电力、北海道电力也因电力短缺的缘故继续进行节电计划。

## 通信
亚洲的各个通讯公司、网络与電話使用的海纜的一部分受到損伤。东日本電信電話（NTT東日本）的管区内，受地震影响通话非常密集，公司以防通话数超过交换机的处理能力，实施了最大90%的通话规制。此外，受災地周围的公用电话可以免费使用。NTT DOCOMO东北分公司为人们提供手机免费充电服务和免费使用的卫星可携带电话。不过停电导致基站无法使用，故很快便改用自发电设备继续运行。但由于长时间停电，可能会导致自发电设备燃料耗尽，因此，公司紧急透过移動发电车和可搬运型发电机继续使基站运行。
在各个移动通讯公司，由于通信实在太多导致容易发生通信障碍，NTT DOCOMO90%，KDDI95%、SoftBank Telecom70%的通信实施規制。虽然语音通话仍被限制，但互联网通讯和交换信息又开始变得频繁。在推特和其他社交网络服务上，受災者在上发出呼叫或消息、志愿者呼吁人道援助、或向医生寻求健康咨询等。此外，由于东京电力的电供应不足，随时有断电危险，不少人也在推特上呼吁节电。此外，为了便于信息交流，在互联网上的流言也开始增多，这成为了一个问题。

## 自衛隊
陸上自衛隊東北方面隊管辖内的多贺城駐屯地以及航空自衛隊松岛基地受到海啸袭击遭到水浸，設施和装備大部分受损。其他的位于東北地方的陸海空自衛隊基地或駐屯地，设施或設備大多数受损。
松島基地飞机場的停机坪和机库共有飞机28架（F-2戰鬥機18架、T-4教練機4架、U-125救援搜索机2架、UH-60J黑鹰救援直升机4架）被水淹没而损坏。因此，驻扎其中第4航空團遭到巨大破坏。
此外，陸上自衛隊第1直升機團下属的一架EC225直升机遭遇海啸袭击而被破坏。
日本防衛省于3月11日14時50分设置「災害対策本部」；14时52分自卫舰队的司令下令调动一切可能的船只；14时57分海上自衛隊大湊基地的UH-60黑鹰直升机升空；海陆空自衛隊用于救援以及偵察的直升机和战斗机和海上巡逻机等飞机开始紧急升空。陸上自衛隊的UH-1直升機升空拍摄海啸袭击的画面，录像透过媒体向全国播放。
此外，为了迅速有效地开展救援和支助行动，14日陸海空自衛隊的各个部隊组成统合任务部队，由陸上自衛隊東北方面隊總監君塚荣治陸將（中將）出任指揮官的「重大灾害联合任務部隊」组织完成。这是自衛隊創建以来最大規模的災害派遣。直至27日，派遣人員約106,900名（陸自約7万人，海、空自約3万6000人），派遣飞机543架，其中旋转翼直升机217架，固定翼直升机326架，派遣舰船53艘进行救援活动。此外福岛第一核电站由隶属于中央即应集团的中央特殊武器防护队全权处理，其他部队在各自指挥机关指令下进行救灾。
为了时刻进行中的重建，防衛省于3月16日下达了該省和自衛隊創建以来第一次发出的、要求即應預備自衛官和預備自衛官加入的災害招集命令。
本次自卫队派出人数最多时一度达到了約10万7000人（陸上自衛隊約7万人、海上自衛隊约1.5万人、航空自衛隊約21,600人、应对福岛第一核电站事故的特种部队約500人），飞机約540架、艦艇59艘。灾害发生3个月后，派往灾区的人員多达約868万7000人、各种飞机約4万1000機、船只約4100艘。派遣人员总计救生19,286人、收容遗体9487具。輸送物资約11,500吨、派遣医疗团队约18,310人、转运病人175人。此外，总计援助饮用水約32,820吨、食品援助約4,477,440餐、燃料援助約140万升。洗澡援助約854,980人、医疗援助約23,370人等。有美国海军陆战队軍官目睹了本次地震，他认为如果日本有类似海豹特种部队的军事及组织能力，也许还能挽救数千名平民的生命。
4个月后，防卫省解散了在本次救援中做出巨大贡献、总计10万人的重大灾害联合任務部隊。今后灾区的重建，救援任务将由驻东北地区的陆上自卫队承担。同时，时任防衛大臣的北澤俊美解除了君塚荣治的「重大灾害联合任務部隊指揮官」职务，使之继续担任東北方面隊總監職務。
。重大灾害联合任務部隊解散後，在岩手县参与救灾的第9师团在7月26日奉命撤回原駐地，第6师团在7月31日结束在宫城县的救灾任务返回。中央级即应集团指挥官在12月26日将处置福岛第一核电站事故的特种部队撤回，自此防卫省和自卫队的救灾任务完成。

### 自衛隊員因灾害造成的死亡
2011年4月1日、震災发生翌日派遣的（12日从駐屯地出发，15日开始作業救灾）的一位50餘歳、隸屬旭川驻屯地的陸上自衛隊曹長（士官長）殉職。死因可能是过度劳累。該曹長所服役的第2特科連隊（砲兵團）谈及其死亡時表示：「对此非常遗憾，为他的灵魂祈祷。我们会在救灾之余全力查明他的死因。」。同日，防衛省决定追赠该曹長准尉军衔。
15日遠野市指揮所第9設施大隊（工兵營）下属的一位1等陸曹（上士）因为脑内出血身亡
，同日，防卫省追赠其曹长階級。该曹长所属服役的第9設施大隊長谈到队员的身亡时说：「我对此感到十分的遗憾，希望队员们能将他的精神带到救灾中去，也希望医护人员能更好的对队员进行护理。」。5月27日清晨，第18普通科連隊（步兵團）下属的一名3等陸曹（下士）身亡。本次震災派遣部队中有3人因各种原因不幸身亡。

## 救助和支援活動

### 政府救灾对策
地震发生后7分钟，日本政府紧急成立官邸对策室，时任內閣總理大臣菅直人做出4点指示，要求尽快确认灾情、确保居民安全、保证交通和及时提供准确訊息。在地震发生后31分钟的15时14分，日本政府首次成立紧急灾害指挥部以应对地震。 3月12日夜间，内阁基于紧急灾害处置法以为灾区提供专项资金支持，应对此次地震。法令指定本次地震为主要灾害，是基于特殊的紧急灾害触发特定紧急灾害对策特别措施法，透过法令（均为法令颁布3月13日）指定。此外，青森县，岩手县，宫城县，福岛县，茨城县，栃木縣，千叶县，东京（在各都道府县、和规定的直辖市）决定应用灾害救助法。 3月22日，针对青森县，岩手县，宫城县，福岛县，茨城县，千叶县的灾情，内阁办公室已决定申请自然灾害受害者救济法对地震所造成的海啸和东北地区太平洋地震的破坏进行救济（适用于青森县，岩手县，宫城县，福岛县，茨城县，栃木县，千叶县）。然而，在福岛县因为核事故而紧急疏散的居民并不在此列，这是因为日本政府不视为这是一次「家庭的长期避难」。
警察廳、消防厅、海上保安厅、日本自衛隊宣布，派遣部隊从震灾发生当日的15時14分内閣府設置緊急災害対策本部起，直至2011年5月17日，共救出26,078人。

### 其他國家地區協助救災情況
日本國外的163個國家和41個地區對本次救援表示支持，還有28個國家或地區機關派出救援隊，還有53個國家或地區向日本送出了救援物資。
在受災地區，諸如食品、燃料、飲用水和藥品送到各自的中轉處，但無法保證能運到城市的每個角落。並且，救災物資較阪神大地震大幅減少，這是因為港口，道路網被海嘯毀於地震、市或町的職員多數死亡，受災區域的瓦礫等沒有清空、輸送車輛所需要的汽油等不足、受災範圍非常廣、除了在避難所以外的避難者所在的區域大多分散。特別是燃料不足、車輛在被破壞的道路或被雜物堵塞的道路上難以行駛的問題。在福島縣，因為擔心核事故的影響，物資難以運到核電站附近的幾個城鎮。經過奧羽山脈的国道347号像往常的冬天一樣將道路封鎖，卻沒想到這條路可以為從日本海一側前往災區的救援車輛或物資車提供捷徑（此國道由山形縣寒河江市至宮城縣大崎市）。
路透社記者菲利克斯·所羅門呼籲不要向日本捐助。他認為日本作為一個發達國家，它每年可以透過各種渠道得到數千億美元的資金。國際援助資金旨在幫助發展中國家或資助無國界醫生或國際紅十字。作為對外純資産世界第一的日本應該不需要國際上過多的資金支援。
另外，臺灣對此的捐助總金額達至少73.64億元新台幣（約250億日圓或2.52億元美金），作為捐款國家和地区中金額最多者。也是繼美軍後，第二支抵達當地的外部救援隊伍，並將首批救援物資帶進災區。

## 经济
震災後的东京市场受震災带来的核电站事故影響带来的问题，3月15日日经平均指数比前日暴跌10.55%，创造历史第3的单日跌幅下落率。指数最后收于8,341円11钱，单日暴跌超过1300円。。此外，受卡塔汇率以及救灾资金到达影响，日元迅速升值，3月17日一度达到1美元=76日元的战后最高汇率。。与此相反，日本銀行与八国集团的另七国达成基础协议，协同干预以稳定市场，受此影响，日元兑美元汇率攀高至80.5日元=1美元。
此外，随着核事故的发展，3月22日日经平均指数恢复到9,600円。
此外，世界銀行放出最大的2,350億美元（約19兆日元）资金援助、日本政府宣布除了经济上的影响，本次地震损失大约16-25兆日元。此外，在日银短观与景气动向调查显示，群众对日本经济前景表示悲观。受零部件短缺的影响，国内外某些产品的工厂生产中断一方面，「震災特需」和「復興特需」影响下，一些行业的业务开始呈好转现象。此外，在2011年末据报道估计12万人因震災失業，并且在受灾区等地的经济仍然受到影响。
在2011年4月的日本政府预测中，未来十年灾区重建需要大约25兆日元（约合3,007亿美元，当年价值），所以日本政府决定发行「复兴再生债」以填补缺口。另外，在全日本至少有66家各种企业因震灾原因间接或直接导致破产。

## 政治・行政

### 国政
菅直人第2次改造内閣中，虽然预算关联法案得到了众议院的多数支持，预算关联法案也得以通过，但执政党與反对派的斗争进一步升级。但在震灾发生后这局势出现了急剧变化。震灾后不久，內閣總理大臣菅直人在首相办公室召集执政党和在野党的领袖，请求在「救国」方面进行合作。反对派也因此改变了对抗的姿态。14日，执政党和在野党通过了「地震对应特别措施法」。
2011年4月11日的内阁会议决定，将设置東日本大震災復興構想会議。同年6月24日，東日本大震災復興基本法公布且开始实施，東日本大震災復興対策本部于内阁设置。7月25日，东日本大震灾恢复及重建预算的第二补充预算案（价值1兆9,988億日元）通过。11月20日，東日本大震災的相关费用也是最大的一次补充预算第三次补充预算（价值12兆1,025億日元）通过。12月7日，東日本大震災復興特別区域法通过。12月9日，复兴厅设置法通过。至此，设立一个重建时间轴以及明确复兴厅的管辖任务的目标已经实现。2012年2月10日，复兴厅成立。
2012年1月27日，有关东日本大震灾的15个组织，即「核災害对策本部」、「政府・東京電力综合对策室」、「核事故经济灾害应变小组」、「紧急災害对策本部」、「受災者生活支援小组」、「官邸紧急参集小组」、「各府省连絡会议」、「经济形势研究小组」、「电力供需研究组」、「东京电力电力改革阁僚会以小组」共10个組織的官方文件管理法的有关要点尚未完成。公布的的一项数据显示，另外5个组织的議事概要也并未完成。內閣總理大臣野田佳彦早上参加参議院会議时表示：「我对说明文件无法被随时记录表示遗憾，说明文件可以了解会议的决策过程，以实现公众向我们问责的过程，这非常重要。」。

#### 政党动态
- 日本民主党于3月11日由干事长岡田克也在党本部设立「民主党東北地方太平洋沖地震对策本部」[224]。

- 日本自由民主党于3月11日由总裁谷垣禎一在党本部设立「平成23年3月11日地震緊急对策本部」[225]。

- 公明黨于3月11日午後由代表山口那津男在党总部设立「東北地方太平洋沖地震对策本部」[226]。

- 众人之党于3月11日由渡边喜美代表在党本部设立「地震被害对策本部」[227]。

- 日本共产党于3月11日由委員長志位和夫在党本部设立「日本共産党東北地方太平洋沖地震对策本部」[228][229]。

- 奋起日本于3月12日由代表平沼赳夫召开緊急会议「关于東北地方太平洋沖地震对策」。[230]

- 国民新党与新党日本共同于3月11日17時由龟井静香国民新党代表和田中康夫（日语：田中康夫）新党日本代表于各自党本部设置「東北地方太平洋沖地震对策本部」。[231]

#### 诸党派政治家
- 冲绳社会大众党糸数庆子委員長对灾民表达了自己的同情及慰问。[232]

- 新党大地代行代表浅野贵博（日语：浅野貴博）在3月11日在个人博客上对受灾者表示慰问及同情，并且敦促日本政府对灾区进行救援。（注：实际代表铃木宗男当時被监禁）。[233]

- 日本创新党（日语：日本創新党）党首山田宏（日语：山田宏）于3月12日发出声明，对全国的受灾者和公众表示同情与慰问。他还宣布会尽党的一切力量帮助和支持受灾者。[234]

### 地方行政
岩手县陸前高田市和宫城县南三陸町、女川町等各地区的政府等受海啸影响遭到水浸而損壊。岩手县大槌町的町長在地震中死亡，受海啸以及福岛第一核电站事故影响，福岛县的滨通陷入了用工荒，多数职员因恐惧而逃离。不少政府行政机关受海啸或地震影响遭到破坏，各市行政职能近乎瘫痪。
在2011年4月的第十七次地区统一选举中，受到震災影响的地区临时使用受灾地区选举延期法延期进行选举。
- 千叶县浦安市的市区内，3/4的地区遭到土壤液化现象的广泛而严重的影响，千叶县决定实施最大为期2个月的延期选举，并使用提前投票[238]而对于所有的「投开票事务」、即使在5月的重选（日语：再選挙）上、县議会議員（日语：日本の地方議会議員）仍有2人未出席[239][240][241][242][243]。

这也间接影响到德国巴登-符腾堡州于3月27日举行的的州议会选举。受福岛第一核电站事故影响，废止核电运动情绪不断高涨，德国绿党由于摆出了反核电的态势，一举夺得了24.2%的高得票率，超越德国社会民主党成为第二大党。舆论普遍认为，日本国外的政治局势受到日本地震的影响。

### 皇室
地震发生当日，皇宫的义务劳动小组和皇学馆大学的学生在皇宫进行义务劳动。因为地震发生后交通瘫痪，学生和小组无法返回，小组和学生依照天皇的指示，在皇宫内的休息室（窓明館）暂宿一夜。
3月12日，天皇明仁和皇后美智子发表声明，对本次震灾中的受灾民众们表示同情和慰问，并表示已经透过宫内厅官员转告时任内阁总理大臣菅直人，要求他必须尽全力与有关各方在救灾和重建和中尽最大的努力。
3月15日，受电力危机影响，管辖皇宫所在的千代田区电力的東京電力公司开始实施轮流停电计划，不过皇宫不在自愿停电范围外。在轮流停电中，东京电力宣布皇宫为「第一停电区域」，该区域的停电方案为2小时1次，以契合东京电力的电力使用分配。从东京电力的日程表显示，自愿停电会一直持续到4月30日，导致皇宫的游园会不得不被终止，其他3月14日之后的一些活动也被简化。因此，除了新驻日大使的任命仪式，其他活动不得不被限定在皇宫内举行。由于夏天电力供应更加紧张，甚至日本新震灾复兴大臣平野達男的任命仪式，韩国、摩纳哥大使的任命仪式也被改皇宫进行。
地震时，天皇侍从长请示天皇进入隐藏处「特别室」暂避，但得到了天皇「没有必要」的应答。
皇太子德仁親王和皇太子妃雅子原定于4月参加英国威廉王子的婚礼，顺带去英国访问，但因地震临时取消。同时皇太子在东宫的住宅也开始进行节电。
高根泽御料牧场（日本皇室专用牧场）生产的物资被送到避难所支援受灾者，行宫也史无前例的由工作人员开放接纳避难者。
皇太子德仁親王于7月10日参加了在百年讲堂学习院，由OB管弦乐团举行的「东日本大震灾慈善音乐会」，亲王亲自上阵担任中提琴手。

## 報導

### 电视和广播

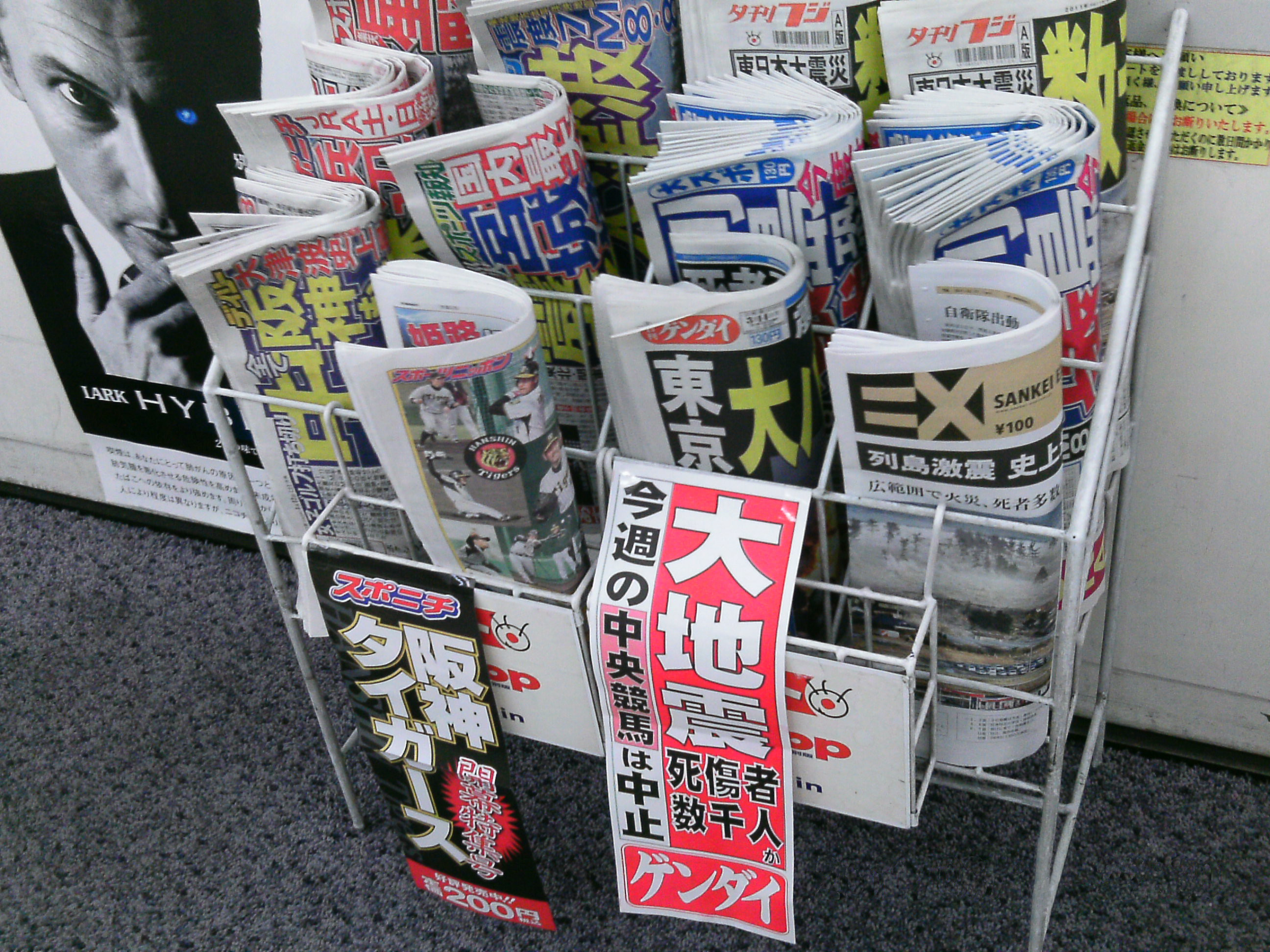
主要新闻的版面均被本次地震所占据（2011年3月12日，大阪府大阪市）

地震导致東北、关東地方的中心发生大規模停電，不少广播电台停电，不得不使用自备发电机维持运作。但是，东北地区电力恢复速度很慢，自备发電機燃料耗尽，导致不少广播站停止播放。主要的广播公司如東北放送和東日本放送等主要站点也一度被迫停止播放，直到数日后才恢复正常。一方面大量中继器遭到损坏，导致3月15日有63个电视台、2家电台无法播放节目，特别是对广播电台产生了长期的影响。
在东京的电视台和广播电台，地震发生之後特殊新闻依次组成。之後的3月13日夜，特殊新闻机构特别新闻節目组成，重点播放特殊的新闻节目。常规的新闻节目被取消，转而播出有关震灾的特别节目。14日从地面電視、广播的核心局组成临时的新闻特别节目，电视剧、动画、綜藝節目、电影等大多数的节目被取消，其余则继续播出。电影等综艺节目于15日恢复播出。另外之後的2019冠狀病毒病延燒到日本時，亦有類似事件發生。
這個災難除了上述變更，也導致部分節目內容產生明顯改變，以下舉幾個例子：
- 《DERO密室遊戲大脫逃》因本次天災導致播出中止，由TORE全力大挑戰接續。
- 《神奇寶貝超級願望》第23至24集《火箭隊對電漿團》因此事件被抽起，於第2季Episode N重新演繹。

### 新聞
震災发生之後，全国性报纸和大型地方性报纸、地方性报纸迅速发行号外刊。3月12日的包括各大早报和体育报，首页和底页都是大震灾的新闻图片。此外，晚报在星期日通常休刊，但读卖新闻和朝日新聞在3月13日（星期日）发出「特別夕刊」。3月12日后的一段时间，原本列在中间的节目指南被放到报刊的尾部，中间优先报道有关震灾的新闻（国家性报纸的节目指南移动到中间）。震后大部分的页面都报道有关震灾的新闻，报刊页数量削减大约半数。广告页等被取消。
位于受灾地的报刊，仍旧继续发行报纸，只不过他们需要委托邻近地区的其他报社印刷发行。岩手县盛岡市的岩手日报社等6所東北地区的地方性新聞社（河北新報社除外）第一次做出联合灾难互助协议直到震灾影响结束。在青森县拥有自备发电机的东奥日报社发出的4页号外，宫城县仙台市『河北新報』总公司使用耐震構造的轮转印刷机在11日23时赶印出2页号外，派发到仙台市各个避难所供灾民观看。第二日，各个签订互助协议的早报社委托新潟日報社制作各自的报刊，发行1份8頁的早报。很多居民透过报刊看到了海啸摧毁建筑的画面，因为有不少人家中断电，导致他们无法从电视或互联网上看到地震画面。石巻市的地方性报纸石卷日日新聞社，总公司的计算机、印刷机等都在海啸中被摧毁。所以报社使用损坏的印刷机里的墨水用笔沾上，手制海报。次日，派人送去避难所张贴，这样制作墙报张贴的过程持续了6天，之后使用多功能复印机，直到2星期後才使用紧急修复的轮转印刷机。而后新闻大学将这6份石卷日日新聞捐赠的墙报存放于该校的新闻博物馆。。
在东北和关东地区、交通设施遭到破坏，燃料短缺，运输缓慢。『岩手东海新闻』（主要在岩手县釜石、宮古市的发行晚报），在报社总部的印刷机损坏，许多读者在本次震灾中上受到影响，3月29日将所有员工解雇，开始休刊。目前此报社已经重新开始发行报刊。除此之外，『磐城民報』（福島縣磐城市的早报）、 『赤旗报』東北版（日本共产党的党报）、『大崎时报』（主要在宮城縣大崎市发行的的日报），『三陆新报』（主要在宮城縣氣仙沼市發行的日報）選擇休刊數日。另一方面，『東海新報』（岩手縣大船渡市的日報）使用自備發電機運行未損壞的印刷機，繼續發行報紙。

### 出版・印刷

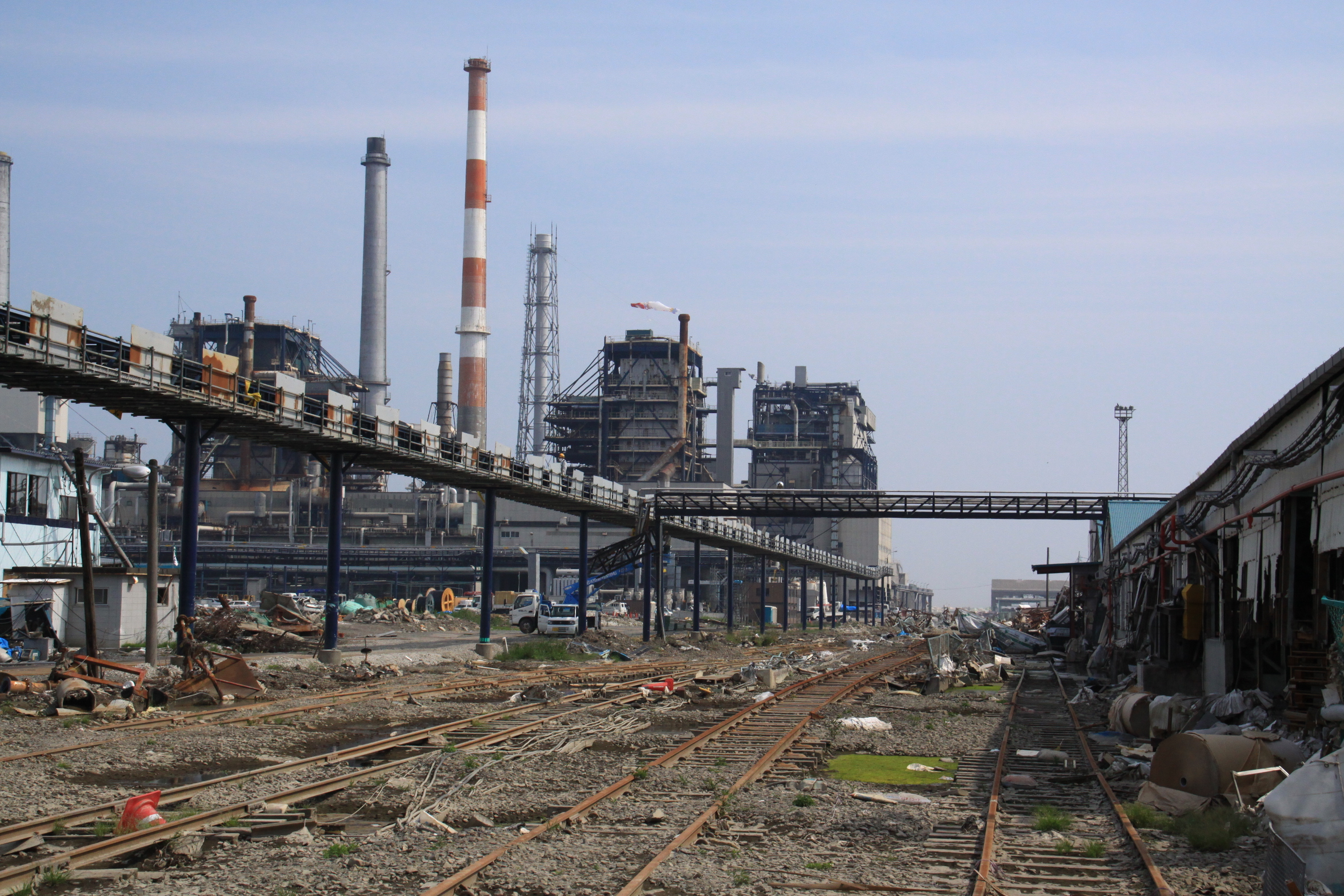
受海啸袭击的日本制纸石卷工厂
（2011年6月7日，宫城县石卷市）

在沿海地区的日本製紙石卷工厂和三菱制纸八户工厂受海啸损坏，在内陆的日本制纸岩沼工厂、勿来工厂则没有受到海啸影响。位于东北地区的太平洋沿岸造纸厂的工厂及设备大多遭到损坏，库存也大多遭到损坏。此外，受制于燃料短缺，工厂出货困难，日本全国的的印刷用紙供求略微紧张。受制于此，日本杂志协会将推迟、撤销一些杂志于3月18日的发行，例如『周刊少年Jump』从191期开始发行将被推迟。为此，集英社及各个出版社，紧急处置『周刊少年Jump』和『周刊ASCII』。一些原来在互联网上免费送货的杂志最新号无法运送。此外，印刷纸荒导致一部分杂志不得不改变纸质及质量。这使得中小型印刷公司难以为继，短时间内出现了不少公司破产的情况。

### 互联网
互联网在地震中作为提供訊息的一种手段，发挥了重大作用。考虑到看不到电视的观众，如停电等无法实时观看NHK等播出的重要消息，NICONICO动画、雅虎日本、Ustream等网站实时转播电视台的信号。NICONICO动画、NHK、富士电视台和TBS新闻获得授权，进行串流媒體实时转播（NHK综合频道、NHK环球广播网）的画面，又紧急制作了自己的特别节目。在Ustream、NHK（综合电视台、NHK世界TV）、朝日电视台、TBS（TBS讯鸟）、富士电视台、神奈川电视台、雅虎日本、NHK（综合电视・教育电视）现场直播本次震灾的特别节目。且在网上播出。此外，1个中学生在地震发生17分钟后以NHK的名义发出了1份未经授权的新闻公告。

### 報道規制
2012年1月25日，无国界记者以福岛第一核电站事故报道过于限制为理由，将日本的「世界新闻自由排名」评级由11位下调到22位。

## 测试及就職活動

### 入学测试
宫城县教育委員会于3月14日至18日将所有学校停课，15日原计划高等学校的一般入学测试的合格者名单改到22日发表。
地震发生之後的2011年3月12日-13日到国公立大学的入学测试延期，时间表已定。受灾地区的32所大学（包含私立大学）的考试中止。总计36所国家大学、15所公立大学、7所私立大学的测试延期，補試也被延期。文部科学省，3月12日受国家公立大学延期日程的应试者65,667人（较去年减少20,604人），这个减少预计是受地震的影响。在同日，东北地区公立大学的测试继续进行，全部12所学校只有秋田大学、秋田县立大学进行。。13日6所学校的测试终止，另外5所学校的测试也延期。
此外，部分大学根据自家房屋损坏情况免除部分学生的学費，受轮流停电影响，一些大学打算将开学时间延期至5月以后。

### 资格测试
原定于地震发生2日後的3月13日举行的托业 (TOEIC) 英语能力测试因为「场馆不一定能承受地震」为由而取消。日本全国总计277场考试被取消，总计有16万人受影响。
考虑到地震影响，原定于2011年4月17日举行的春季信息技术工程师考试被延期，改到6月26日和7月10日举行（由于考试段不同时间也有差异）。
此外，在日本的一些地区，一些考试或招聘考试出现了延期或取消的情况。

### 就職活動
大部分企業原定于2012年春面对学生的招聘大会遭到推迟。另外，受地震影響東北地区中心的招聘活动也被紧急停止，厚生勞動省紧急对其召开讨论。

## 体育和活动
受震灾影响，2011年春季的授章和颁授仪式、日本棒球聯盟的揭幕战、篮球或足球比赛等一切非节日活动都被取消或延期。电影的公映延期，商品的首发式停止。震灾对这些行业产生了巨大的冲击。

## 宗教
传统宗教和新宗教在震灾中损失严重。各地神社共报告受损4818件。不少神社主殿全毁或半毁。国有注册有形文化资产日本基督教会福岛分会受灾后，因维修费用巨大而被迫拆除。
以宗教法人的宗教徒在震災发生之後立刻开始向受災者提供支援、金钱或物資提供、教徒们成为志愿者，并且开放宗教机构作为避难所。新宗教的大部分捐款被捐赠给政府。

## 引发的問題
震灾所衍生的暴力犯罪行为本次基本上没有出现，但在外国发生此类灾害时则常常出现抢劫以及暴乱行为而难以保持秩序。
宫城县地区许多地区都遭到海啸袭击，例如仙台市東部、多賀城市和石卷市等。房屋和商店没有员工，窃贼瞄准加油站汽车加油的时机盗窃、受灾地直至2011年3月26日总计失窃约100亿日元。此外，在全国有人透过捐款名义以进行集资诈骗行为。
根据警察厅的数据，岩手、宮城、福島的受災最严重的3县自3月11日至6月末共发生ATM現金强行撬开盗窃案件56件、遭窃总額达6億8400万日元以上。其中34起发生在福岛县，大多是离福岛第一核电站不足20公里的警戒区域。此外，离核电站20-30km圏内因为大多数居民外出避难，有相当多的遭到窃贼盗窃的受害者。由于居民无法进入离核电站20公里的距离，所以直到数月后被允许暂时归宅后才发现家里遭窃。
在首都圈的居民对震灾感到不安而开始囤积商品，且受制于物流的缺失，导致零售店的商品极少。因为地震，東日本地区的電力不足导致居民们过分节约。
另外，地震相關的各種報導，因为核事故的原因，各種渠道的谣言問題被浏览或传播。
由于饲主逃离前往避难所，饲主们不得不放弃留在店铺或家中的宠物，不少宠物死亡，或是逃离城镇变成了野生动物，此现象在福岛县的警戒区域内为甚。
此外，受災時的加油站、水厂有许多人排队，甚至有人等待了半天仍然没有加到油。
2013年，東京大学的研究小组的报告显示，许多人在震灾后报告自己身体欠佳，并且这项调查是重点针对全日本的年轻人的。但是个案中，受访者受到余震的数量和震级较高。据此，该小组宣布空间辐射剂量率、离福岛第一核电站的距离以及体感地震烈度并非导致部分受访者身体问题的原因。 
。
2014年1月26日、厚生勞動省的研究小组在岩手、宮城、福島3县为经历过地震幼儿园的孩子进行「孩子行为检查」(CBCL) 。调查后发现，25.9%的孩子需要专业的医疗护理以解决他们的心理问题及阴影。此外，还有43.9%接受调查的儿童目击了海啸袭击。

## 重建
宫城、福岛和岩手受海啸及地震影响，海岸地区出现大量的废物，例如瓦砾或海啸带来的沉淀物等。复兴厅称将努力在2014年3月前完成清理杂物的工作。截至2012年11月末，3县37个市町村出现災害废棄物大约1,802万吨。其中86%已经被运走，34%已经完成处理。海啸带来的废物约956万吨，有60%已经被运走，15%已经处理。将在目前的政策下尽可能的扩充焚化爐的数量，尽可能多而快的将垃圾在受災地以外处理（即广域处理）。但是核电站事故带来的放射性物质物质的处理方法则仍在研究中。
在岩手、宮城、福島3县的沿海的地域，海啸导致不少城市及乡村地区的基础设施建筑被摧毁或丧失功能。对此复兴厅展开了激烈的争论，部分重建工作也紧张的展开着。以下是部分重建思路。
- 将被摧毁的村庄或城市，从之前容易受到海啸袭击的低地搬迁到地势较高之区域，而搬迁地区购买的费用由国家和当地政府机关承担[306]。
- 将原先被海啸摧毁的区域用人工手段将地表抬升，之后原地重建。地表提升的费用将由国家和当地政府承担[306]。
- 職住分離计划，将住宅、政府机关、高层建筑和医院等移上地势较高之区域，工厂等工业设施将会原地重建。但是旅游业和渔业很难整体迁移，目前正在讨论中[307]。
- 就地重建，但将重建中心放在渔业水产业或農業的私人投資上，且更多的引进节约能源、可再生能源以及智慧電網技术（生态城）等等[307]。
- 加强海啸防御措施，防波堤复原且增强，增加铁路、高速鐵路或公路的防波堤的功能以及加大种植防潮林（日语：防潮林）和绿地。宫城县计划在仙台湾以南海岸加筑防波堤，于海岸端改建防潮林、緑地、農田、堤上道路及铁路、产業用地等。这样的构思是为了构建一个纵深的防护圈和带状住宅区以减少海啸风险[307]。
- 津波避難设施強化，建筑防范海啸的建筑，以及海啸避难的快速道路和加强避难所的防范能力。宫城县这样计划是为了加强低地的工业区或居民的应急避难能力[307]。
- 提高海啸防范意识，更多的对海啸知识进行教育，传授防范震灾的经验[307]。

## 避難者
震災2年後福島县的避難者达15.4万人（福岛第一核电站事故警戒区域内的避难人数8.5万人）。
- 福島县县外避難（2013年3月7日）（合計約5万人、县内避難約10万人）

此外，震灾以后，大批民众因为恐慌或受福岛第一核电站事故影响而离开家园，导致宫城等四个县的人口大量减少，其中在宫城县的女川町、山元町、岩手县的大槌町，人口减少了超过20%，在减少最多的女川町，人口从震灾发生前的9,932人减少到6,953人，下降了29.99%。
| 县     | 震灾前推计人口 | 震灾后推计人口 | 增减率（%） |
| ------ | -------------- | -------------- | ----------- |
| 福岛县 | 2,024,401      | 1,937,187      | -4.31       |
| 青森县 | 1,369,747      | 1,322,461      | -3.45       |
| 岩手县 | 1,326,643      | 1,284,732      | -3.16       |
| 宫城县 | 2,346,853      | 2,328,022      | -0.80       |

## 人物受灾情况
- 羽生結弦（時年16歳，東北高等學校1年级学生），花样滑冰运动员。当他在仙台滑冰场（日语：アイスリンク仙台）（仙台市泉区）練習时建筑突然剧烈摇摆，他穿着溜冰鞋慌忙逃出。由于自己家中維生管線遭到破坏，他不得不在避難所住了4天。由于仙台的練習場地被破坏，他不得不来到横滨市训练，之后又改到八戶市训练。他还在60滑冰秀上表演，当做一种训练[312][313][314]。
- 和合亮一（日语：和合亮一）（時年42歳），高中教師，詩人。當時他在福岛县立保原高中（日语：福島県立保原高等学校）（福島縣伊達市）做入學招生會議。之後他寫了有關震災題材的書「詩之礫」，先在twitter上公佈，之後被出版[315]。
- 瀨名秀明（時年43歳），作家。在仙台市自家公寓内受灾。
- 三明治人（時年均36歳），兩人搞笑組合。地震發生時正在气仙沼渔港（日语：気仙沼漁港）內市場为東北放送拍摄节目外景，後來在東北放送的工作人員引導下至氣仙沼市郊的安波山（日语：安波山）避難[316][317]，並目睹氣仙沼市區遭到海嘯襲擊[318]。由於兩人皆為仙台出身，震災發生後除發起「東北魂義援金」募款專戶之外[319]，並積極從事災後重建的公益活動。

## 后续
2017年10月23日，因6年前东日本大震灾所引发的海啸而被冲走的岩手县大船渡市的渔船，在位于约2300公里之外的冲绳县石垣岛海岸被调查人员发现。
东日本大震灾后发生多次餘震。2021年2月13日當地時間凌晨，福島縣外海發生7.3級強震，迄今造成1人死亡及至少150人受傷和大规模停电。据日本气象厅所指，此次地震被认为是2011年日本东北地方太平洋近海地震的余震。
震災過後，東日本大震災受災者每年定期舉辦震災避難者交流會。截至2022年9月，在遭受海嘯灾害的受災地，住所的重建和道路和港口等基礎設施的恢復基本完成，但是在岩手縣作為土地整理項目的一部分而開發的沿海土地大部分已空置，岩手縣和宮城縣，漁業等地區的振興已進入半途。法律定在2045年之前在福島縣外進行針對除污而產生的土壤等最終處理。

## 文化影響
震災過後，日本陸續出現關於震災題材的「震災后文學」，日本演員暨作家伊藤正幸在震災發生後前往災區做志願活動，依據當時的經歷著作小說《想像收音機》（日語：想像ラジオ）。這本小說於2015年出版，《朝日新聞》評價稱「《想象廣播》生動地捕捉到我們這個時代在悲觀和樂觀之間撕裂的情緒。」，作家新井一二三在書序中稱「這是震後日本出現的第一部安魂曲。」。作品更獲得第26屆三島由紀夫獎、第149屆芥川龍之介獎提名，最終獲頒野間文藝新人獎。
此外，由日本漫畫家龍樹諒於1999年出版的《我所看見的未來》，由於封面上標示「2011年3月大災難」的字句正好和東日本大震災同年月，使得該書紅極一時，龍樹諒後續在2021年10月出版完整版補遺相關創作經緯與收錄自身相關夢境與現實的巧合，還有攸關2025年7月的災難夢境。
2022年，日本動畫導演新海誠發表自己執導兼任原作的動畫電影《鈴芽之旅》，同年8月24日發行電影原著小說，故事的劇情引用了東日本大震災的影響。

## 外部連結
- 首相官邸｜東北地方太平洋近海地震之應對（日語）（页面存档备份，存于）
- 內閣府｜防災情報（日語）（页面存档备份，存于）
- 氣象廳｜地震情報（日語）[]
- 厚生勞動省｜東北地方太平洋近海地震關聯情報（日語）
- 國土交通省｜災害情報（日語）（页面存档备份，存于）
- 農林水產省｜東日本大震災相關情報（日語）（页面存档备份，存于）
- 經濟產業省｜東日本大震災 關聯情報（日語）（页面存档备份，存于）